# Campionat del Món de motocròs de 500cc
El Campionat del Món de motocròs de 500cc, regulat per la FIM, fou la màxima competició internacional de motocròs en la cilindrada de 500 cc. Coneguda com a "classe de 500 cc" (en anglès, 500 cc class), era, juntament amb les de 125 i 250 cc, una de les tres categories en què es disputava tradicionalment el Campionat del Món. La categoria estigué activa entre 1957 i 2003 (per bé que aquesta darrera temporada, sota l'efímera denominació de 650cc). El 2004 es reconvertí a la nova MX3, discontinuada des del 2014.
Al contrari d'allò que s'ha fet sempre al mundial de velocitat, en què els Grans Premis programen una cursa de cadascuna de les diferents classes en què es disputa el campionat (actualment, MotoGP, Moto2 i Moto3), històricament el mundial de motocròs s'especialitzava per cilindrada: cada Gran Premi se centrava únicament en una de les tres possibles (125, 250 o 500 cc) i cadascuna tenia, doncs, el seu propi calendari de curses.

## Història
El 26 de juliol de 1947 es va celebrar a Wassenaar, Països Baixos, la primera edició d'un campionat internacional de motocròs reservat a seleccions estatals, el Motocross des Nations. Cinc anys després, el 1952, la FIM instaurà el primer Campionat d'Europa de motocròs per a pilots individuals, obert a motocicletes de fins a 500 cc. El 1957, aquest campionat fou rebatejat com a "Campionat del Món" alhora que es creava en paral·lel la primera Copa d'Europa de 250 cc, reservada a motocicletes d'aquesta altra cilindrada. Entre altres reglamentacions tècniques, al campionat del món de 500cc les plaques porta-números de la motocicleta havien de ser grogues amb els números negres, exactament igual que es feia al mundial de velocitat amb la classe de 500 cc. Tot i anomenar-se ara Campionat del Món, el campionat se seguí celebrant íntegrament a Europa. No fou fins al 1973 que se celebrà el primer Gran Premi de 500cc en un altre continent (concretament, als Estats Units).
Durant anys, els 500 cc foren tinguts per la "categoria reina" del motocròs, ja que no només fou la primera de les tres que arribaren a coexistir, sinó que també era la que més prestigi internacional tenia, la que reunia els millors pilots i la que els fabricants prioritzaven. Malgrat que hi havia països on l'interès pels 250 cc era molt superior, sobretot en aquells on les marques de motocicleta hi disposaven de models més competitius (com era el cas dels del teló d'acer amb les ČZ txecoslovaques i de l'estat espanyol amb les Bultaco i Montesa catalanes), les preferències del públic europeu en general eren per a la categoria superior.
Durant les dècades del 1950, 1960 i 1970, els Grans Premis de 500 cc aplegaven gentades disposades a veure en acció els asos de l'època i les motocicletes més evolucionades tècnicament. N'hi havia de clàssics, com ara el GP de Bèlgica, disputat al circuit de La Citadelle de Namur («La Catedral del motocròs»), o el GP d'Itàlia, al Parco delle Acque Minerali d'Imola, que ja es disputaven abans d'existir el campionat d'Europa. L'èxit del mundial de 500 cc es repetia en tota mena de competicions internacionals, on aquesta cilindrada era la protagonista: a banda del Motocross des Nations, disputat amb motos de 500 cc, les nombroses curses internacionals dels Països Baixos (Motorcross der Azen a Sint Anthonis, Motorcross De Zandberg a Bergharen, curses a Gemert, Norg, Venray, etc.), Bèlgica (Motorcross van De Duinen a Hechtel-Eksel, Motorcross der Gelaagputten a Stekene, curses a Lommel, Lummen i altres), França (Vesoul, Saint-Quentin, Blargies, etc.) i Itàlia (Coppa Mille Dollari) es destinaven a motos d'aquesta cilindrada. Finalment, la categoria dels 500 cc era la prioritària també a nombrosos campionats estatals europeus i a la clàssica competició internacional de la tardor, la Trans-AMA dels Estats Units.

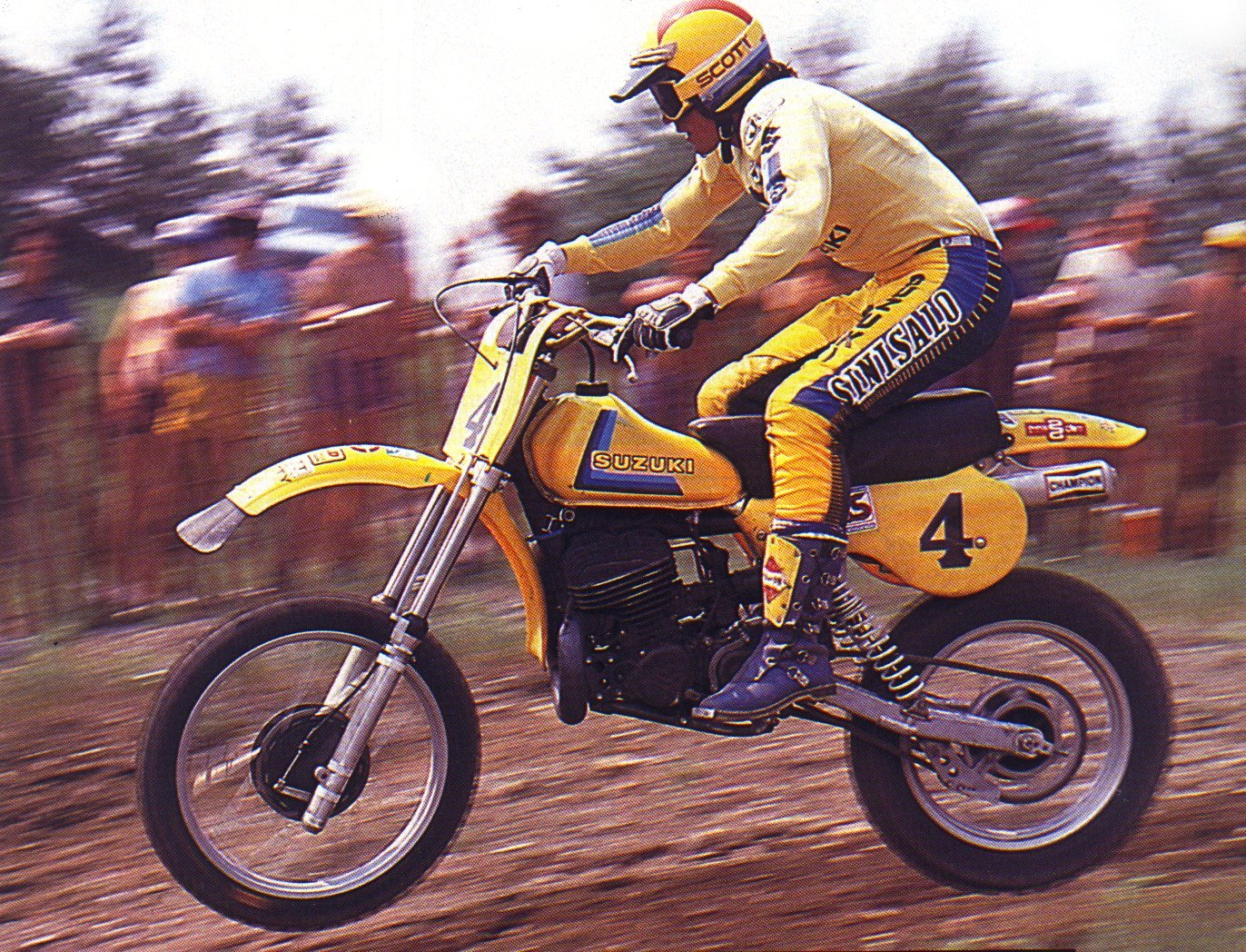
Gerrit Wolsink amb la Suzuki RM 400 el 1979

De mica en mica, però, les coses van anar canviant fins que, a començaments de la dècada del 1990, la popularitat dels 500 cc començà a declinar en favor de la categoria de 250 cc, la qual acabaria esdevenint la principal i prenent així, doncs, l'apel·latiu familiar de "reina" a la seva germana gran. També durant aquella època aparegueren nous conceptes que capgiraren el desenvolupament tradicional dels mundials de motocròs: d'ençà del 1995, es començaren a programar regularment Grans Premis "dobles" (on s'hi corrien curses de dues categories, quasi sempre les de 125 i 250 cc) i fins i tot "triples" (amb curses de les tres categories).
Al tombant del segle xx, la FIM cedí l'organització del Campionat del Món de motocròs a Youthstream, una societat privada dirigida per Giuseppe Luongo. El 2001, Luongo es vengué els drets acabats d'aconseguir a Dorna, la societat que organitzava el mundial de velocitat. Dorna decidí aleshores aplicar la idea del triple Gran Premi (125, 250 i 500cc alhora) per a tots els que componien el mundial, però amb la diferència que totes les curses es feien en un sol dia -i no pas repartides entre dissabte i diumenge, com fins aleshores-, amb una sola mànega per categoria. El 2003, Dorna rebatejà la classe de 500 cc com a 650cc per tal de facilitar-hi l'accés als darrers models de fora d'asfalt, sovint equipats amb motors d'aquesta cilindrada.
La gestió de Dorna al capdavant del mundial no acabà de funcionar i, el 2004, l'entitat retrocedí els seus drets a Youthstream. Una de les primeres mesures de Giuseppe Luongo aleshores fou la reformulació total de les tres classes històriques del mundial: les cilindrades de 125, 250 i 500 cc (totes amb motors de dos temps) desaparegueren i, al seu lloc, s'instauraren tres noves classes basades en motors de quatre temps (MX1, MX2 i MX3). La classe de 500 cc (650cc des de l'any anterior) fou substituïda per la nova MX3, pensada especialment per a motors de quatre temps de fins a 650 cc de cilindrada. Però l'invent no durà gaire: si durant els darrers anys, la categoria dels 500 cc ja havia anat decandint, la seva substituta no va fer més que agreujar la situació. Al cap de 10 anys, acabada la temporada del 2013, la FIM va discontinuar la categoria MX3 i va deixar el mundial circumscrit a dues d'úniques: MXGP (nom que prengué llavors la categoria MX1, substituta dels 250 cc) i MX2, substituta dels 125 cc.

## Pilots

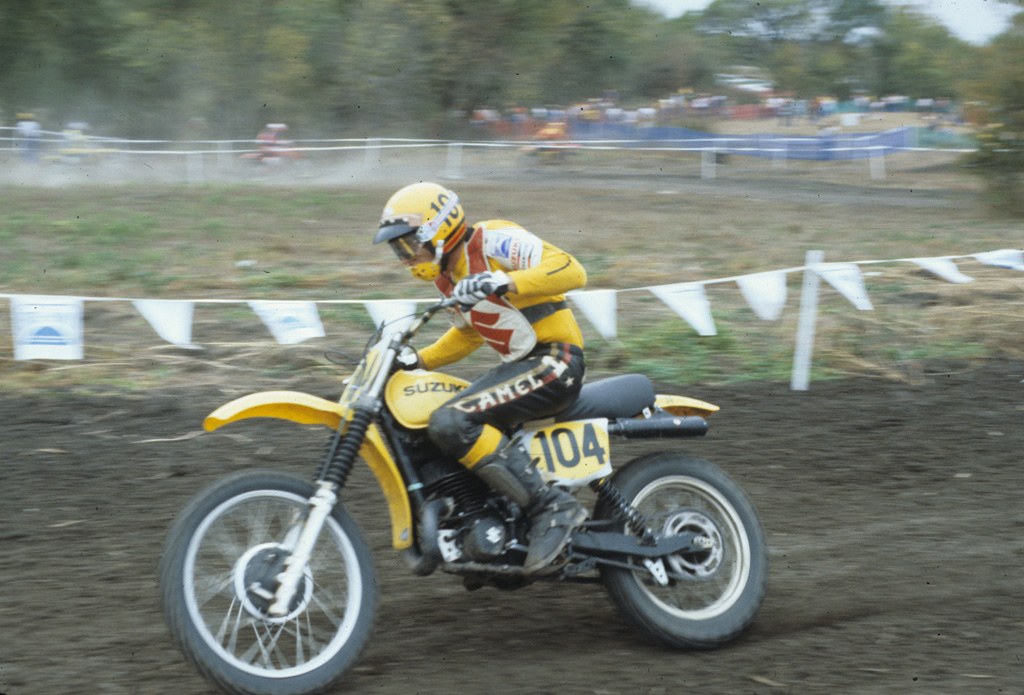
Roger De Coster amb la Suzuki RH500 a la Trans-AMA de 1977

Per la classe de 500 cc hi passaren els pilots més recordats de la història del motocròs. Fins al 1965, el títol mundial fou cosa de belgues, anglesos i suecs. Als primers campions europeus, els valons Victor Leloup i Auguste Mingels, Le gros, els seguiren els anglesos John Draper i Leslie Archer. En passar a ser mundial, el campionat visqué una etapa de domini dels suecs Bill Nilsson, Sten Lundin i Rolf Tibblin (1957-1963), interrompuda momentàniament el 1958 pel flamenc René Baeten (mort tràgicament dos anys després). L'anglès Jeff Smith estroncà definitivament la ratxa dels suecs amb dos títols mundials consecutius amb la BSA. El segon, el de 1965, fou el darrer aconseguit al campionat per una moto de 4T (i també el darrer d'un anglès fins que Graham Noyce no guanyà el de 1979). Tot seguit, l'alemany oriental Paul Friedrichs guanyà tres campionats seguits amb la ČZ 360 de dos temps i instaurà així una etapa de domini d'aquesta mena de motors que durà dècades. Després d'ell, el suec Bengt Åberg enllaçà dos títols consecutius amb la Husqvarna (equipada ara ja amb motor de dos temps), el segon dels quals, el 1970, davant la forta oposició del seu veí i company d'equip Arne Kring.
El 1971 entrà en escena un campió que ha estat considerat sovint com al més gran de la història del motocròs: Roger De Coster, The Man. Per bé que els seus 5 campionats mundials i 36 victòries en Gran Premi han estat superats per diversos pilots, cap d'ells no ha acumulat el carisma i prestigi que manté encara hores d'ara el flamenc. Després d'una etapa al mundial amb ČZ, De Coster fitxà per Suzuki l'any següent que ho hagués fet, als 250cc, un altre belga carismàtic, Joël Robert. Tal com havia fet aquest a la "cilindrada petita", De Coster guanyà el mundial a la primera amb la groga moto japonesa i hi revalidà el títol quatre vegades més. Durant la seva etapa de domini, tingué com a principals rivals els pilots de Maico Åke Jonsson i Willi Bauer, el seu company de Suzuki Gerrit Wolsink i, sobretot, Heikki Mikkola, "el finlandès volador". Mikkola fou l'únic de tots que aconseguí arrabassar-li momentàniament el campionat (el 1974, amb Husqvarna) fins que, el 1977, le n'apartà definitivament en guanyar-ne dos de seguits, ara ja amb Yamaha.

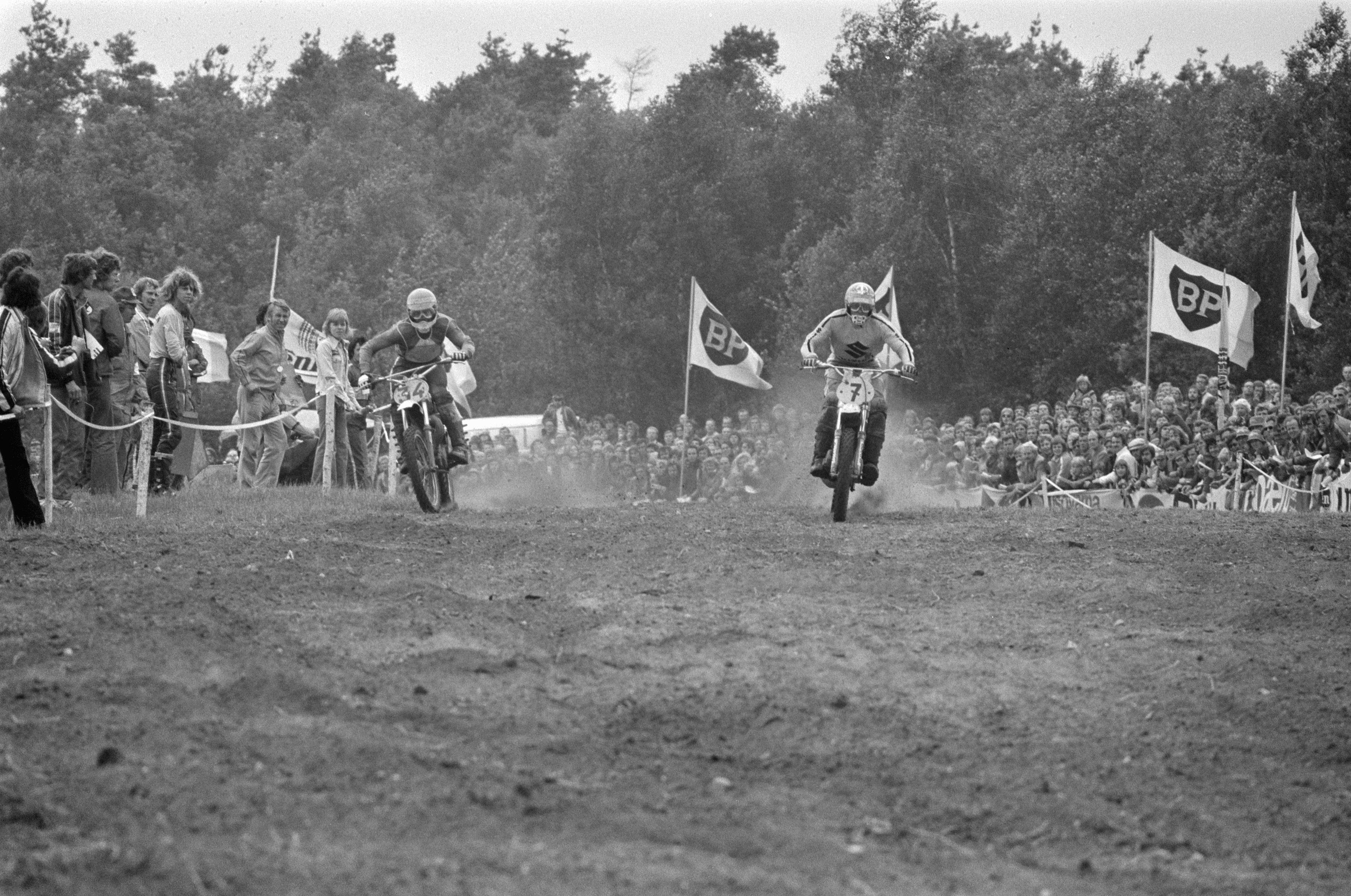
Heikki Mikkola (esquerra) i Gerrit Wolsink al GP dels Països Baixos de 1974, l'any en què Mikkola derrotà a De Coster

Després de l'era De Coster-Mikkola, diversos campions deixaren empremta al campionat, entre ells els pilots d'Honda André Malherbe (uns anys més tard, víctima d'un accident al Ral·li Dakar que el deixà tetraplègic) i Dave Thorpe. Un altre anglès que estigué a punt d'aconseguir-ho fou Kurt Nicoll, però s'hagué de conformar amb 4 subcampionats. A partir del 1995, "el lleó flamenc" Joël Smets acumulà un total de 5 títols mundials -els mateixos que De Coster-, entre ells el primer i únic de 650 cc.
Mentre que diversos nord-americans destacaren durant anys al mundial de 250cc, al de 500cc només un aconseguí de proclamar-s'hi campió: fou Brad Lackey, el 1982 (casualment, la mateixa temporada que un altre americà, Danny LaPorte, aconseguí per al seu país el primer mundial de 250cc). Lackey portava disputant el mundial de 500cc des del 1973 -l'any en què un altre americà, Jim Pomeroy, debutà amb èxit al de 250cc-, inicialment amb Kawasaki i més tard amb Husqvarna. Després de passar per Honda i Suzuki, Bad Brad aconseguí el seu títol amb aquesta darrera marca i, tot seguit, es retirà de les competicions.
Al llarg de la història del campionat, diversos pilots destacats en la classe de 500 cc participaren, abans o després, en els 250 cc. Alguns només aconseguiren títols a la categoria màxima, com ara per exemple Jeff Smith i Roger De Coster, o en cap de les dues (Åke Jonsson, Arne Kring, Adolf Weil o Willi Bauer). Però n'hi hagué uns quants que triomfaren en totes dues categories: entre d'altres, Heikki Mikkola (amb tres campionats de 500 cc i un de 250 cc), Georges Jobé (tres de 500 cc i dos de 250 cc) i Håkan Carlqvist, amb un campionat de cada. Un dels campions més prolífics fou Eric Geboers, el primer a aconseguir títols en les tres cilindrades possibles (125, 250 i 500 cc), fet que li valgué el sobrenom de Mr. 875 cc. La fita de Geboers fou superada per Stefan Everts, el pilot més reeixit de la història del campionat del món (10 títols i 101 victòries en Gran Premi), qui no només guanyà campionats en les tres categories "clàssiques", sinó que també en la nova MX1.
Finalment, cal esmentar el català Javier García Vico, tercer al mundial de 500 cc el 2002 darrere de Stefan Everts i Joël Smets i subcampió del món darrere de Smets el 2003 (la darrera temporada d'aquesta classe, ja com a 650 cc). El badaloní ha estat fins ara el millor català en la història del mundial de motocròs.

## Motocicletes

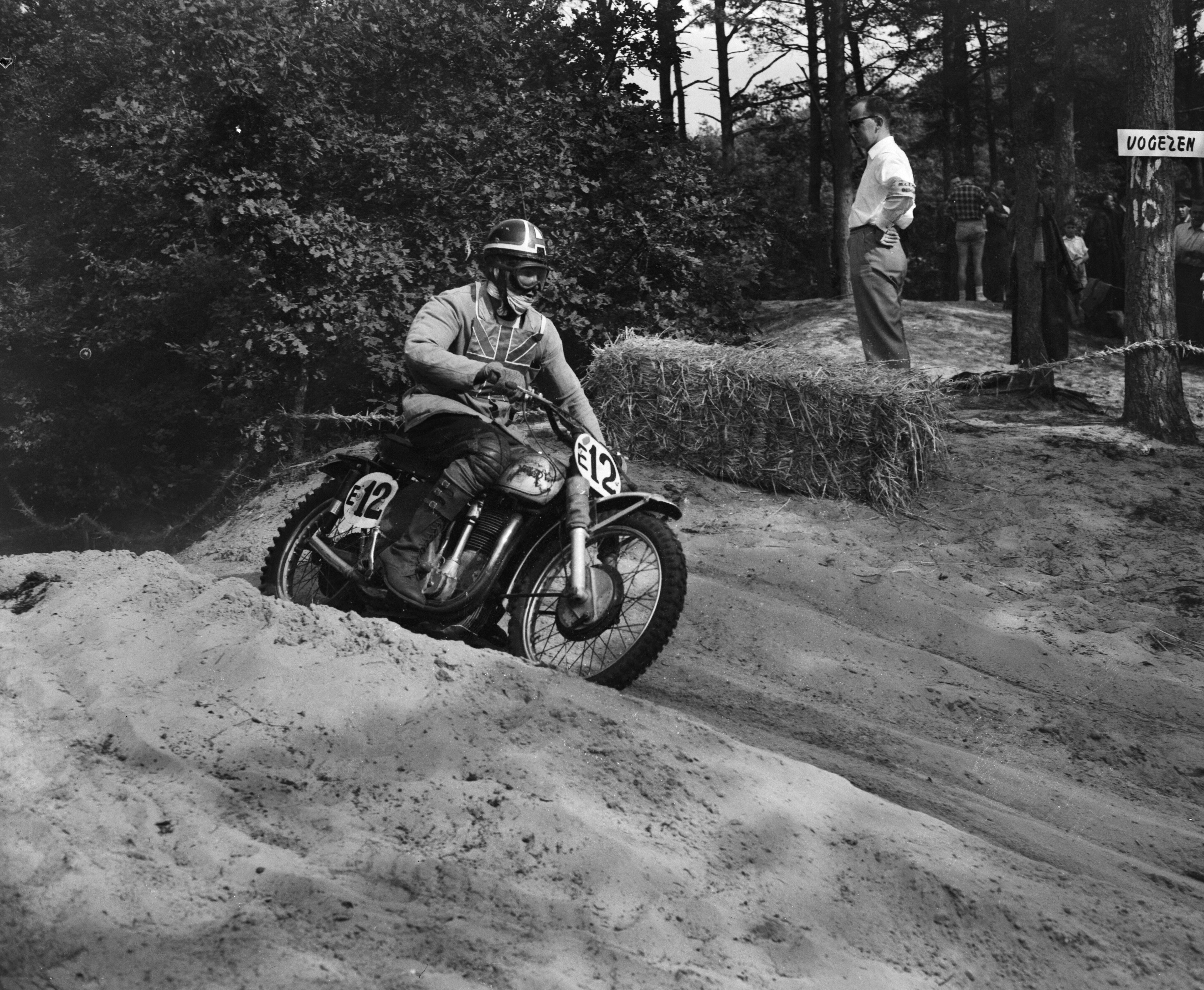
Leslie Archer amb la seva Norton Manx modificada al Campionat d'Europa de

El mundial de motocròs s'instaurà inicialment per a motocicletes de fins a 500 cc perquè, a l'època, només els motors d'aquesta cilindrada eren capaços de superar els forts pendents i el gran esforç mecànic que implica una cursa d'aquesta modalitat. Inicialment, les motocicletes emprades per a competir-hi, totes elles amb robustos motors de quatre temps i un pes que vorejava els 160 kg, no eren més que adaptacions de models de carretera. Al Regne Unit, al tombant de la dècada del 1940, fabricants com ara BSA, Matchless i Ariel havien començat a desenvolupar models Sports específics per al fora d'asfalt, inicialment pensats per al trial però aprofitats per al motocròs quan aquest esport començà a arrelar al país -per bé que, allà, amb el nom de scramble. L'adopció d'avenços tècnics com ara l'aleshores innovadora forquilla telescòpica, feien aquests models molt més practicables en circuits de motocròs. La introducció d'un nou avenç tecnològic, el basculant posterior, fou un punt d'inflexió que convertí les curses de motocròs en quelcom encara més espectacular i, per tant, més atractiu per al públic. La internacionalització del motocròs a finals dels 40 va fer que fabricants d'altres països s'hi interessessin. Els primers campions d'Europa, Victor Leloup i Auguste Mingels, varen guanyar els títols respectius amb motos fetes al seu país, Bèlgica (FN i Saroléa).
A mitjan dècada del 1950, els dissenyadors de motocicletes de competició van començar a adoptar els nous materials lleugers i altament resistents que s'havien desenvolupat durant la Segona Guerra Mundial, especialment per a la indústria aeronàutica. Tot i que les motocicletes de motocròs s'anaven sofisticant cada vegada més, la tecnologia dels motors seguia essent la inicial: monocilíndrics de quatre temps refrigerats per aire. Mentrestant, a l'Alemanya de l'Est, el jove enginyer Walter Kaaden va aportar idees innovadores que potenciaren la utilitat dels motors de dos temps i els feien obtenir una relació potència-pes que superava fàcilment els de quatre temps. El fet que, a més, els dos temps fossin menys complicats i molt més barats a l'hora de produir-los en sèrie va propiciar que pràcticament tots els països fabricants de motocicletes adoptessin aquesta nova tecnologia dels dos temps, entre ells l'Alemanya Occidental, Txecoslovàquia, el Regne Unit, Suècia, Catalunya i el Japó.
Al motocròs, però, els motors de dos temps triomfaven només en la petita cilindrada, els 250 cc, i no acabaven d'arrelar en la dels 500 cc. No fou fins a mitjan dècada del 1960 quan s'hi generalitzà el seu ús, especialment arran dels tres títols mundials consecutius de Paul Friedrichs amb la lleugera ČZ 2T. Malgrat que alguns fabricants, especialment els britànics, seguiren competint amb els clàssics motors de 4T, una de les principals marques europees, Husqvarna, va canviar de seguida a la nova tecnologia. Altres fabricants que disposaven de models competitius de dos temps de 250cc, com ara Bultaco, Montesa i Maico, començaren a produir-ne també de 500cc -en cilindrades que anaven dels 350 als 400 cc- altament competitius. La posterior arribada dels fabricants japonesos, amb el seu potencial tècnic i econòmic, va revolucionar definitivament la tecnologia de les motocicletes de motocròs de 500cc, totes elles ja amb potents i àgils motors de 2T. Aquesta situació es mantingué fins ben entrada la dècada del 1990, quan Yamaha va revolucionar la tecnologia del motocròs en llançar, el 1997, una nova moto de quatre temps guanyadora, la YZM400F (amb F de Four, "quatre"). Amb aquest model, pilots com ara Andrea Bartolini i Peter Johansson van demostrar que els 4T tornaven a ser plenament competitius. La resta de fabricants varen anar canviant progressivament a aquesta tecnologia fins que, el 2004, la creació de la nova categoria MX1 en va consolidar la supremacia.
Al llarg dels anys, les motos de motocròs experimentaren moltes altres evolucions tècniques, entre elles el pas de la refrigeració per aire a la líquida, una innovació que es començà a experimentar als 125cc a finals dels 70 i que a mitjan dècada del 1980 es generalitzà a les altres cilindrades, i la suspensió posterior. Després dels primers experiments de Yamaha a mitjan anys 70, amb el seu sistema Cantilever, les motos anaren abandonant progressivament la tradicional disposició de basculant amb dos amortidors laterals per a passar a l'estàndard actual d'un de sol centrat, sota el selló, anomenat segons el fabricant Monoshock o Pro-Link.

### Fabricants

#### Els britànics
Els primers productors de motos de motocròs varen ser els britànics. Experts en la tecnologia dels quatre temps, marques com ara BSA, Matchless, Ariel, AJS, Triumph i Norton produïen models que tenien gran èxit entre els practicants. Mentre que Norton va triomfar especialment a començaments dels 50, sobretot gràcies als models que construïen personalment Leslie Archer i el conegut preparador Eric Cheney (el primer d'ells, partint d'una Manx 500), BSA i Matchless varen mantenir-se al capdavant durant anys. La primera, amb el seu cèlebre model Gold Star, fou la marca anglesa de motocròs per excel·lència fins a finals dels 60.
Hi havia també preparadors anglesos de renom, els més coneguts dels quals eren els germans Rickman (Don i Derek), fabricants a New Milton (Hampshire) de les reeixides Métisse, unes motocicletes que, partint de xassissos construïts pels Rickman, incorporaven motors de diversos fabricants, sobretot BSA i Triumph, i els millors components disponibles al mercat (d'aquí el seu nom, "mestissa", pel fet de ser una barreja). Els Rickman varen ser pioners en l'ús de tubs d'aliatge de crom en els seus reputats bastidors i, més endavant, BSA va experimentar amb un xassís de titani, tots ells a la recerca de lleugeresa i resistència. Una altra preparació de mitjan anys 60 fou la TriBSA, un híbrid amb xassís BSA i motor Triumph. Quan BSA va abandonar definitivament el motocròs a partir del 1971, preparadors com ara Eric Cheney en van mantenir el record amb les seves BSA B50 Victor 500 (pilotades entre d'altres per John Banks al mundial de 1973). També Alan Clews va seguir muntant durant anys els antics motors BSA de 4T a les seves CCM. John Banks, Vic Eastwood i Vic Allan les van pilotar al mundial fins a la temporada de 1977 i Bob Wright, fins al 1979.

#### Els suecs
A banda de Husqvarna, a Suècia hi hagué nombrosos fabricants de renom. Els primers campions del món de 500cc d'aquest país varen aconseguir els seus èxits amb marques sueques com ara Monark, Crescent (una mena de segona marca de Monark) i Lito, dues d'elles -Monark i Lito- equipades amb el mateix motor: l'Albin 498 cc de quatre temps. Desenvolupat inicialment per a l'exèrcit suec el 1942, aquest potent motor era obra de Nils-Olov ("Nisse") Hedlund, reconegut enginyer que va crear més tard la Hedlund, una altra potent 4T que, pilotada per Rolf Tibblin, fou subcampiona del món el 1964. Nisse Hedlund treballà durant anys per a Husqvarna.

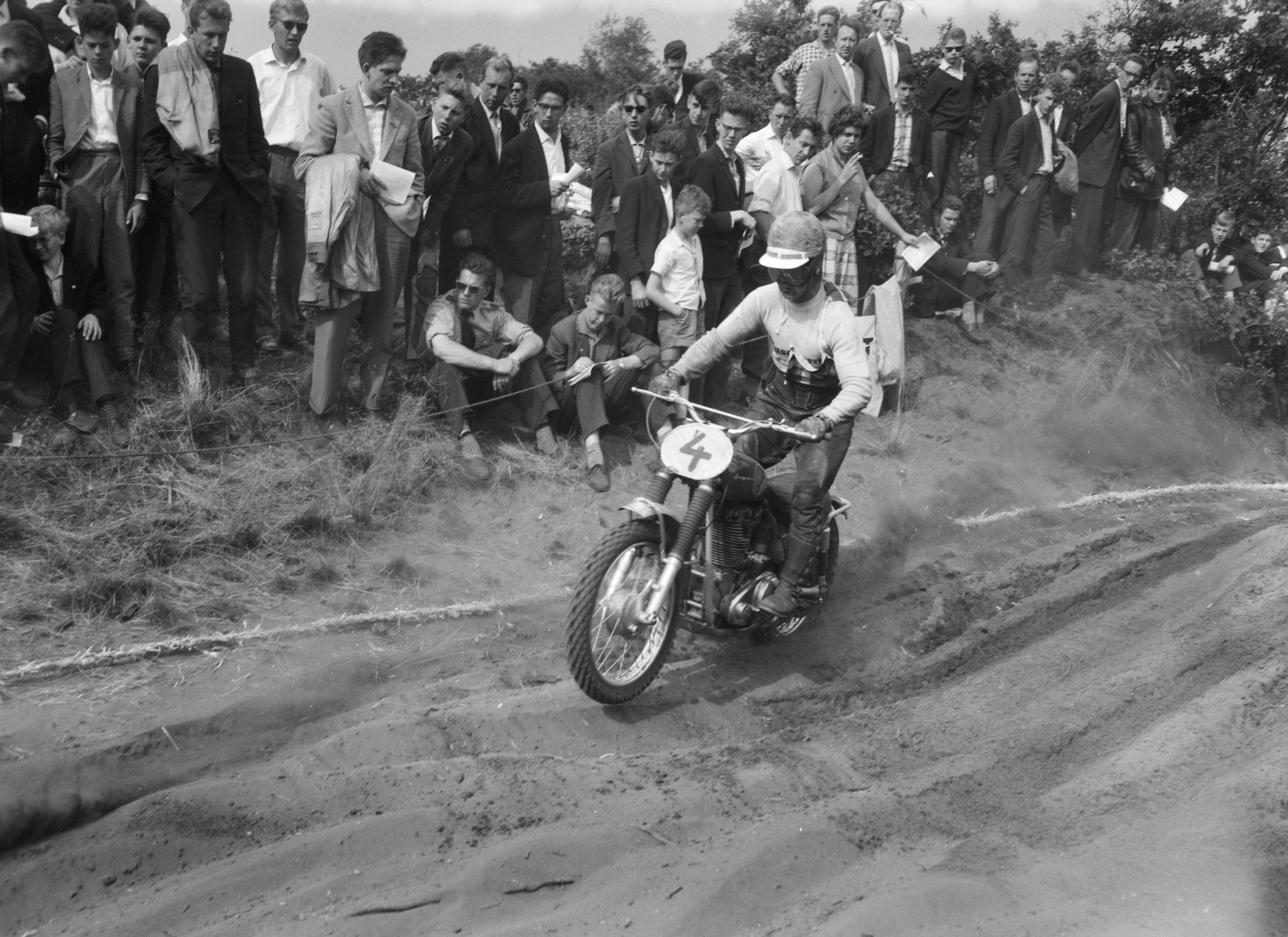
Bill Nilsson amb la Husqvarna 4T al GP dels Països Baixos de 1960

La marca sueca més popular i la que deixà una major empremta en la història del motocròs fou Husqvarna. Coneguda a l'època especialment per la fabricació d'armes i màquines de cosir, aquesta empresa havia produït motocicletes de manera intermitent des de començaments de segle. El 1955, la firma havia llançat un model juvenil, la Silverpilen ("Sageta d'argent"), que fou la base dels seus competitius models de motocròs de 250 cc amb motor de dos temps, estrenats al campionat d'Europa d'aquella cilindrada el 1958. Paral·lelament, Husqvarna competia també al mundial de 500 cc amb motocicletes de fàbrica equipades amb el conegut motor Albin 498 4T, amb les quals Bill Nilsson i Rolf Tibblin aconseguiren diversos campionats. A mitjan dècada de 1960, l'empresa va abandonar l'Albin i va desenvolupar el seu propi motor de 2T. A partir de 1967, aquest nou motor començà a obtenir bons resultats i el 1969, Bengt Åberg hi va guanyar el mundial. Aquella temporada, Husqvarna havia renovat completament el seu motor i ara cubicava 400 cc, tenia un canvi de quatre velocitats, aletes de refrigeració longitudinals i una potència de 40 CV a 6.500 rpm.
De Husqvarna se'n derivà una altra marca el 1988, quan Cagiva li comprà la divisió de motocicletes a l'empresa sueca i alguns antics directius decidiren crear-ne una de nova: Husaberg. La nova marca acabà també essent adquirida per un altre fabricant, en aquest cas KTM, el 1995. Malgrat tot, les seves motos se seguiren fabricant a Suècia i, amb elles, Joël Smets va guanyar 3 títols mundials. El 2003, finalment, se'n traslladà la producció a Àustria.
A mitjan anys 60 hi hagué diversos preparadors artesanals que, prenent de base les Husqvarna de dos temps, les milloraven i comercialitzaven sota la seva pròpia marca. Aquest era el cas de les Lindström 360 i 380 de Göte Lindström, amb les quals Jan Johansson aconseguí bons resultats al mundial durant uns anys. Més tard, a finals dels 70, es va fer famosa una altra preparació artesanal sueca, tot i que aquesta ja no partia d'una Husqvarna sinó d'una moto japonesa: la Yamaha HL 500, una obra de Torsten Hallman i Sten Lundin (d'aquí el nom de la moto) que prenia de base una Yamaha XT 500 de quatre temps. Pilotada per Bengt Åberg al mundial les temporades de 1977 i 1978, la moto sorprengué pel seu potencial tot i ser una excentricitat en aquella època de predomini absolut dels dos temps. L'èxit d'Åberg amb la Yamaha HL el 1977, en què va acabar novè al mundial després d'aconseguir diversos podis i guanyar fins i tot una mànega al GP de Luxemburg, va despertar un gran interès entre el públic per aquesta moto, de manera que Yamaha va decidir de fer-ne una sèrie limitada de rèpliques per a la temporada de 1978. Tot i així, calgué esperar 20 anys llargs perquè l'empresa japonesa presentés, el 1997, la nova quatre temps que va sacsejar el motocròs, la YZM400F.

#### Els txecs

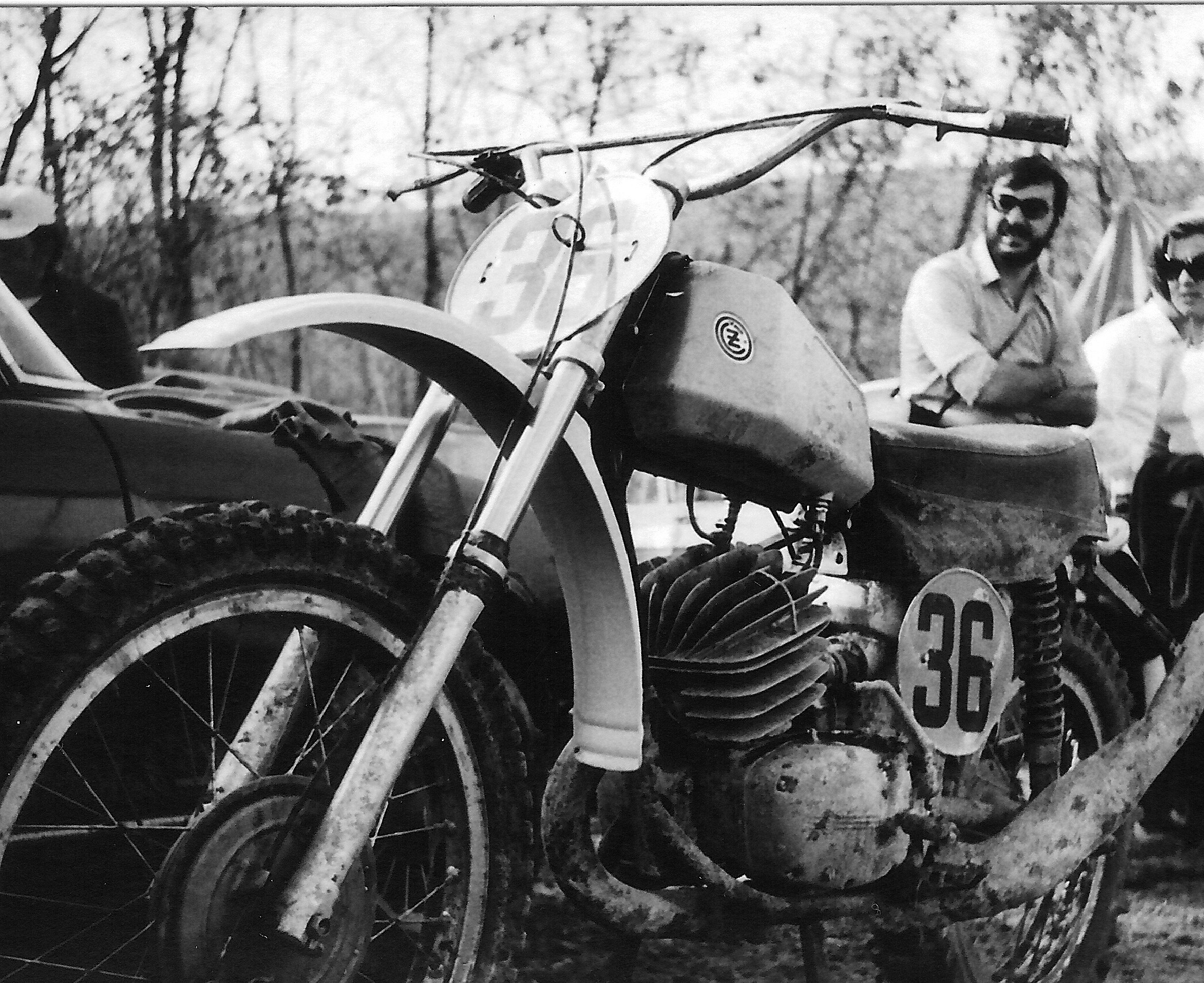
La CZ Falta 400 Replica de 1975

A l'antiga Txecoslovàquia, diversos fabricants van produir motocicletes de 500 cc. Les ESO, pilotades al campionat del món per Miloslav Souček, varen aconseguir èxits fins que, el 1962, la marca fou absorbida per Jawa. Aquest potent fabricant va produir, al seu torn, diversos models de renom i, amb pilots com ara Vlastimil Válek, Jaroslav Homola i Jiří Stodůlka, aconseguí bons resultats al mundial de 500cc amb els seus prototips de 400 i 420 cc.
Però la marca txeca més reeixida fou, sens dubte, ČZ. L'empresa va desenvolupar el seu primer prototip de 360 cc a mitjan 1964, una 2T monocilíndrica amb doble tub d'escapament. Un cop en producció, la moto lliurava 32 CV a 6.500 rpm i pesava 102 kg, un pes lleuger comparat amb les seves rivals de 4T. Al mundial de 1965, els pilots de ČZ van guanyar 6 dels 12 Grans Premis i van donar el tret de sortida al ràpid declivi dels quatre temps. Paul Friedrichs va guanyar 3 Grans Premis aquell any i va acabar subcampió, darrere de Jeff Smith i la seva BSA. Friedrichs superaria l'anglès la temporada següent i dues més amb la ČZ 360, una moto que aviat obtingué un gran èxit de vendes. Pilots del nivell de Rolf Tibblin, Roger De Coster, Dave Bickers, John Banks, Chris Horsfield i Pierre Karsmakers van aconseguir èxits amb la ČZ. La moto anà evolucionant i seguí essent una de les més efectives de la categoria, al costat de la Husqvarna. El model Cross 380 de 1972, amb canvi de 4 velocitats, pesava 107 kg i lliurava 37 CV a 6.200 rpm. A mitjan anys 70, però, la ČZ havia quedat desfasada i fou pràcticament escombrada per la competència. Cap a 1976, les darreres versions de 400 cc de la marca ja pràcticament només les pilotaven al mundial els soviètics.

#### Els japonesos
Al tombant de la dècada del 1960, la llarga rivalitat que mantenien ČZ i Husqvarna a la cilindrada petita, els 250 cc, fou sacsejada per l'entrada triomfal de Suzuki, marca que dominà aquell campionat d'ençà del 1970 amb els millors pilots del moment, Joël Robert i Sylvain Geboers (tots dos provinents de ČZ). Només un any després, Suzuki fitxà un altre pilot de ČZ, Roger De Coster, per tal que l'ajudés en el desenvolupament de la seva moto de 370 cc tot competint-hi a la categoria reina del mundial. L'experiència fou reeixida i aquell mateix any, 1971, el tàndem Suzuki-De Coster aconseguí el primer dels seus cinc campionats mundials. La Suzuki era extremadament lleugera, tan superior a les seves rivals que el 1973, just abans de l'inici de la temporada, la FIM va anunciar un nou límit de pes mínim per a les motos (concretament, de 94,8 kg). La FIM donava resposta així a les demandes dels petits fabricants europeus, els quals trobaven impossible de competir amb les lleugeres motos que Suzuki podia construir gràcies al seu pressupost multimilionari. La marca japonesa es va veure llavors forçada a afegir llast a la seva motocicleta, però malgrat tot, guanyà el seu tercer títol de 500cc. De Coster tornà a guanyar el mundial amb Suzuki dues vegades més (1975-1976) i des d'aleshores, només un altre campió, Brad Lackey el 1982, aconseguí el títol amb la marca groga.
La segona japonesa a entrar als 500 cc fou Yamaha. La marca dels tres diapasons va debutar el 1972 al campionat de 500cc amb Jaak van Velthoven i Christer Hammargren, i al de 250cc, amb Håkan Andersson. El 1973, Andersson guanyà el mundial de 250cc amb Yamaha i, al de 500cc, la marca es reforçà amb el fitxatge d'Åke Jonsson com a company de Van Velthoven i Hammargren. Tots ells aconseguiren bons resultats amb les primeres YZ360 durant anys, però fou Heikki Mikkola qui, el 1977, guanyà el primer mundial de 500cc amb Yamaha. L'any del seu debut amb la marca japonesa, el finlandès guanyà 8 dels 12 Grans Premis i acabà amb l'era Suzuki. Mikkola repetí l'èxit l'any següent i, després, Yamaha hagué d'esperar a 1983 per a tornar a guanyar el campionat, aquesta vegada amb Håkan Carlqvist. En total, 6 campions guanyaren el títol amb Yamaha al llarg de la història, de manera que la marca empata amb Suzuki en aquest aspecte.
Després dels dos títols de Mikkola amb Yamaha, començà una llarga etapa de domini d'Honda, marca que havia començat uns anys abans a desenvolupar la seva 500 cc, inicialment amb l'ajuda de Pierre Karsmakers (el 1975, el neerlandès establert a Califòrnia pilotà en alguns Grans Premis la vermella Honda RC 500, la famosa "Red Devil"). Calgué, però, esperar al 1979 perquè Honda aconseguís el seu primer títol de 500cc a mans de Graham Noyce. L'arribada de la gran marca japonesa, amb pressupostos elevats i cars fitxatges dels millors pilots, donà resultats immediats: André Malherbe, Dave Thorpe, Georges Jobé, Eric Geboers i Marcus Hansson anaren augmentant el total de mundials de 500 cc aconseguits per Honda fins a arribar a un total de 13, la xifra rècord pel que fa als fabricants en aquest campionat. Tot i els èxits de la marca en competició, no fou fins al 1981 que Honda llançà al mercat el seu primer model de gran cilindrada, la CR450R Elsinore.
Pel que fa a Kawasaki, la quarta marca japonesa debutà al mundial de 500cc el 1974, amb Christer Hammargren de pilot de fàbrica, tot i que l'any anterior ja hi havia competit Brad Lackey com a pilot privat. Hammargren s'estigué tres anys col·laborant en el desenvolupament de les verdes Kawasaki, però els millors resultats al mundial els obtingué precisament Lackey, un cop incorporat a l'equipo oficial de la marca el 1979. L'americà fou subcampió del món amb Kawasaki el 1980, una posició que la marca igualà més tard diverses vegades, amb pilots com ara Georges Jobé i Kurt Nicoll. Tanmateix, Kawasaki mai no va aconseguir guanyar el mundial de la categoria màxima. En l'aspecte comercial, per bé que l'empresa prioritzà els seus models de 125 i 250 cc, també va comercialitzar-ne diversos de 500: el 1980, l'empresa llançà la KX420, substituïda per la KX500 el 1983. El seu model de quatre temps, la KX450F, no aparegué fins al 2005, uns anys més tard que Yamaha hagués llançat la innovadora YZM400F i, per tant, ja no va participar en la categoria 500cc sinó a la nova MX1.

#### Els catalans

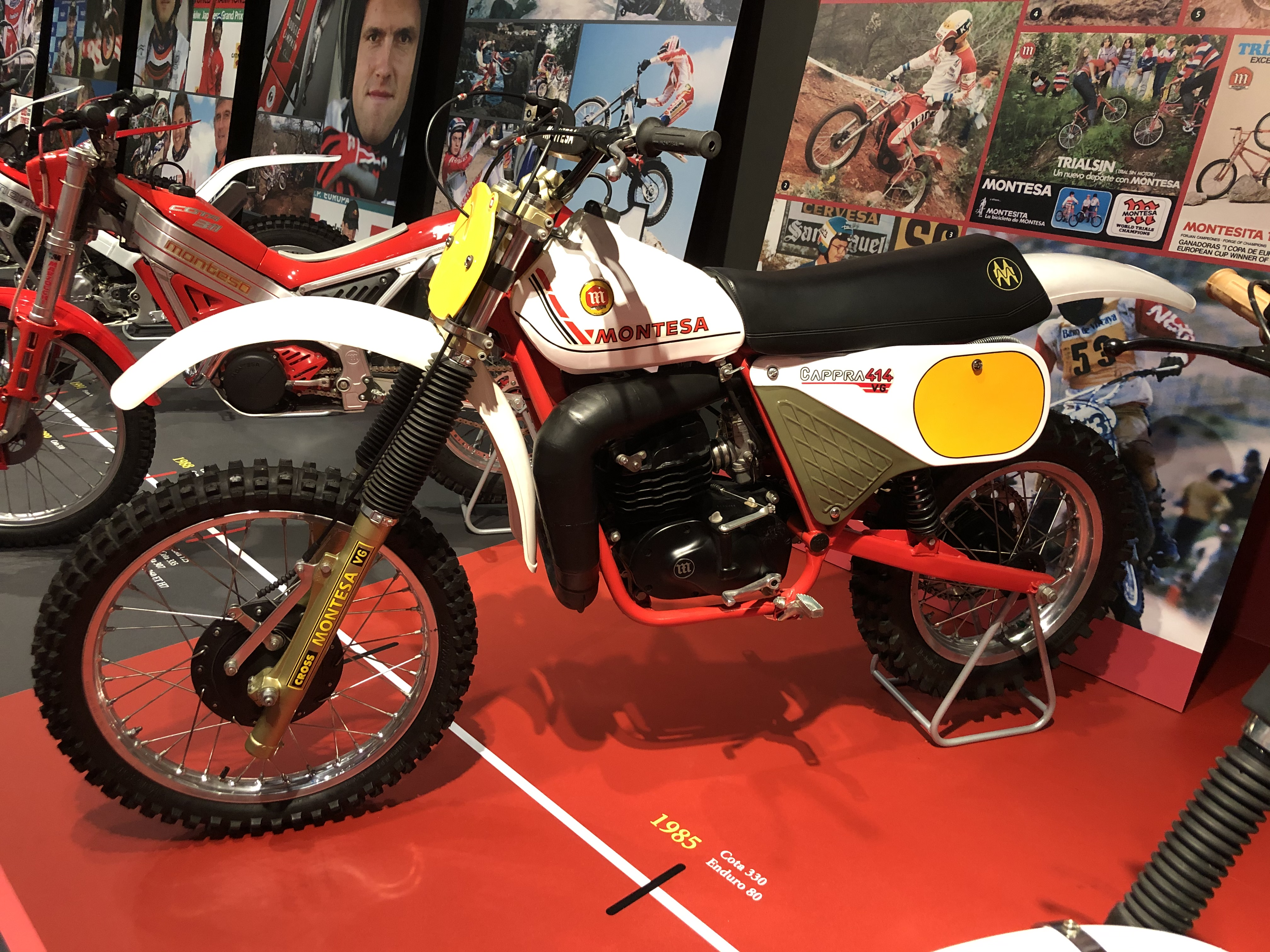
La Montesa Cappra VG 414 de 1981, amb més de 45 CV de potència

Així com als 250 cc, Bultaco i Montesa hi varen aconseguir nombrosos triomfs, al mundial de 500 cc aquests fabricants catalans mai no van destacar-hi especialment. Malgrat tot, ambdós disposaven de models plenament competitius -la Bultaco Pursang 370 i la Montesa Cappra 360 respectivament-, amb els quals varen guanyar diversos campionats estatals de 500cc arreu del món (entre ells, el prestigiós campionat britànic, el de Suècia i el de França). Al mundial, Bultaco obtingué els seus millors resultats amb Bengt Åberg, novè el 1974 i setè el 1975 amb la Pursang 370. Montesa, per la seva banda, hi aconseguí el cinquè lloc final la temporada de 1977 gràcies a Håkan Andersson. A més a més, aquell any Andersson aconseguí amb la Cappra VB 360 la victòria individual al Motocross des Nations, celebrat a Cognac, França.
Cap al final de la seva activitat dins el motocròs, Montesa llançà la Cappra VG 414, una de les motos més potents de la categoria al seu moment, mentre que Bultaco estava treballant en un nou model de 420 cc, la Pursang MK15 que, degut als problemes de l'empresa, mai no va arribar a ser comercialitzada.

#### Els germànics

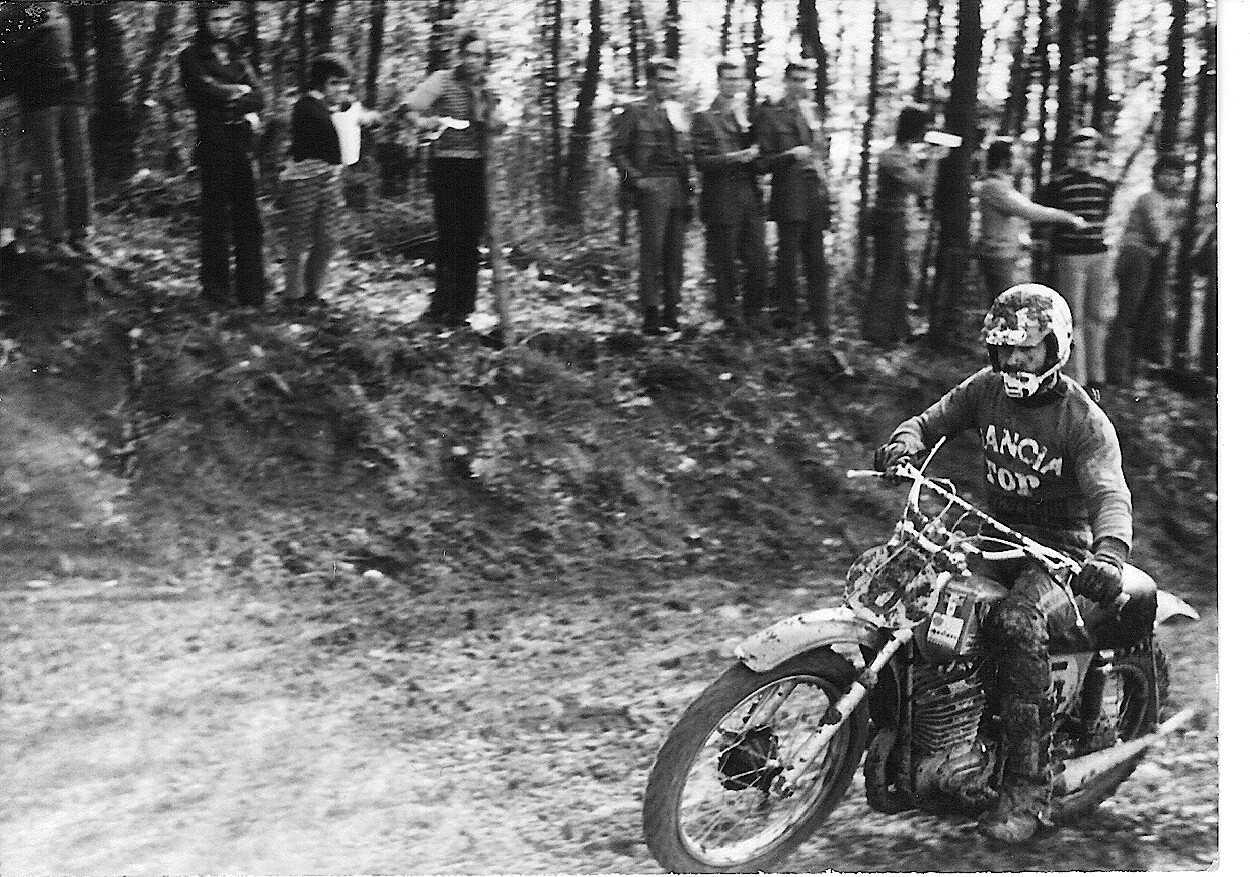
Giuseppe Cavallero amb la Maico 400 al Campionat d'Itàlia, cap a 1975

Maico, fabricant alemany amb seu propera a Tübingen, començà a produir motocicletes de motocròs en sèrie a finals dels 60. Les seves MC 400 varen ser altament competitives durant tota la història del campionat i, malgrat no guanyar-ne cap títol, pilots com ara Åke Jonsson, Adolf Weil o Willi Bauer hi varen triomfar en diversos Grans Premis. A més, en dues ocasions l'empresa alemanya tingué la mala sort de perdre el campionat mundial, quan tot feia pensar que el guanyaria, al darrer Gran Premi de la temporada (casualment, les dues vegades fou el dels Països Baixos, a Sint Anthonis): el 1971, Åke Jonsson patí una avaria de bugia quan anava líder del mundial i encapçalava la cursa, permetent a Roger De Coster de guanyar el seu primer títol amb Suzuki, i el 1973, Willi Bauer patí problemes mecànics a totes dues mànegues i va perdre així un títol que tenia pràcticament al sac, de nou en favor de De Coster.
Durant anys, les Maico foren una de les millors opcions per als pilots privats i per aquest motiu, nombrosos campions de 500cc començaren a destacar pilotant una d'aquestes potents motocicletes, abans de ser fitxats per alguna marca japonesa. Aquest fou el cas, per exemple, de Gerrit Wolsink i Graham Noyce. D'altres, com ara Herbert Schmitz, van competir durant pràcticament tota la seva carrera amb la marca alemanya. Un altre fabricant alemany que va produir motos de 500 cc fou Kramer, actiu durant la dècada del 1970 fins que, cap a 1982, es dissolgué i mantingué només la seva filial italiana, Kram-It.
Al llarg de la història dels 500 cc hi hagué alguns fabricants austríacs que provaren sort al campionat: Puch (unes poques temporades amb Herbert Schmitz) i, sobretot, KTM, una de les marques de motocròs més reeixides de tots els temps. L'empresa, encara activa a l'actualitat -de fet, és propietària entre d'altres, de Husqvarna i Gas Gas-, havia començat el 1953 tot muntant motors d'altres marques (Sachs, Rotax i Puch) a les seves motos. El 1972, llançà el primer motor dissenyat i construït íntegrament a les seves instal·lacions, un de dos temps i 175 cc que l'empresa apujà a 250 cc el 1973 i muntà, entre d'altres, als models de motocròs. Només un any després, Guennadi Moisséiev guanyà el primer mundial de 250cc per a KTM amb una d'aquelles motos.

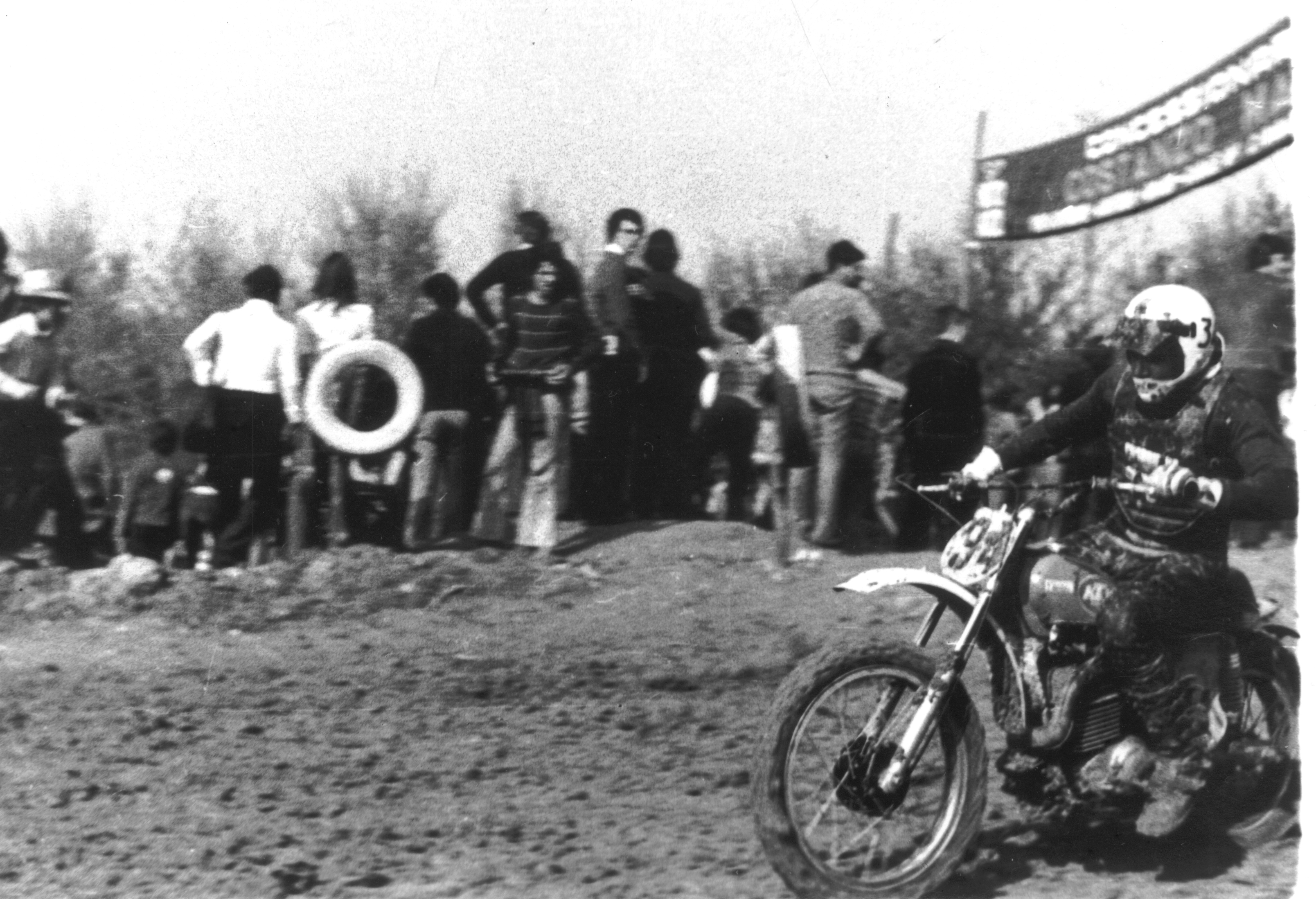
Un participant amb la KTM 500 al Campionat d'Itàlia, cap a 1975

El pas als 500 cc no trigà, i el 1973, l'austríac Siegfried Lerner començà a provar la nova KTM al mundial. Tanmateix, l'empresa no es prengué seriosament aquesta categoria fins a la temporada de 1976, quan fitxà Willi Bauer i Jaak van Velthoven com a pilots oficials. El belga fou un dels pilots més carismàtics de KTM als 500 cc, on aconseguí bons resultats i es mantingué fidel a la maca fins al 1985. André Malherbe també competí amb la KTM 500 alguna temporada, però els pilots més reeixits de la marca austríaca a la categoria reina varen ser Kurt Nicoll, Kees van der Ven i Jacky Martens, tots ells durant la dècada del 1980. El primer campió del món amb KTM fou un neozelandès, Shayne King, el 1996. Al llarg dels anys, KTM llançà al mercat nombrosos models de motocròs de 500 cc, un dels més recordats dels quals fou la KTM 495 Pro-Lever de 1982, considerada una de les motos més potents de la història dels 500 cc. El seu motor era capaç de propulsar-la a 198 km/h, una velocitat inusual en una moto de motocròs.

#### Els italians
Així com als 125 i 250 cc va haver-hi una gran quantitat de fabricants italians, als 500 cc n'hi va haver ben pocs. A mitjan anys 50, durant els primers campionats d'Europa, MV Agusta i Gilera en varen produir algun model, especialment la segona amb la seva recordada Gilera Saturno 500. Força anys més tard, Beta, Cagiva i Aprilia van produir algun model de gran cilindrada, però tots ells varen tenir molt poca repercussió. Sí que hi hagué, però, una moto italiana d'èxit al mundial de 500cc: la Vertemati, reanomenada després VOR, una marca fundada pels germans Vertemati a la Llombardia amb la qual Joël Smets i Gert-Jan van Doorn aconseguiren bons resultats durant la dècada del 1990.

### Models destacats
Són nombrosos els models de motocicleta que han fet història dins la categoria dels 500cc. Per tal d'esmentar-ne alguns, cal recordar aquests:
| - BSA Gold Star (1948-1963) - Monark 500 (1957-1960) - Lito 500 (1961-1964) - Husqvarna Albin/Hedlund 500 (1960-1962) - Jawa 400 (1966) - ČZ 360 typ 969 (1965-1967) - Montesa Cappra 360 (1968-1978) | - Bultaco Pursang 370 (1975-1978) - Maico MC 400 (1970-1979) - Maico MC 490 Mega 2 (1981) - Husqvarna 430CR (1981) - Suzuki RN73 370 (1973) - Suzuki TM 500 (1971-1975) - KTM 495 Pro-Lever (1982) | - Honda RC 500 "Red Devil" (1975-1980) - Honda CR500 (1984-1998) - Honda CRF450R (2002) - Kawasaki Uni-Trak KX420 (1980) - Yamaha YZ400E (1978) - Yamaha YZM500 (1988) - Yamaha YZM400F (1997) |

### Galeria d'imatges

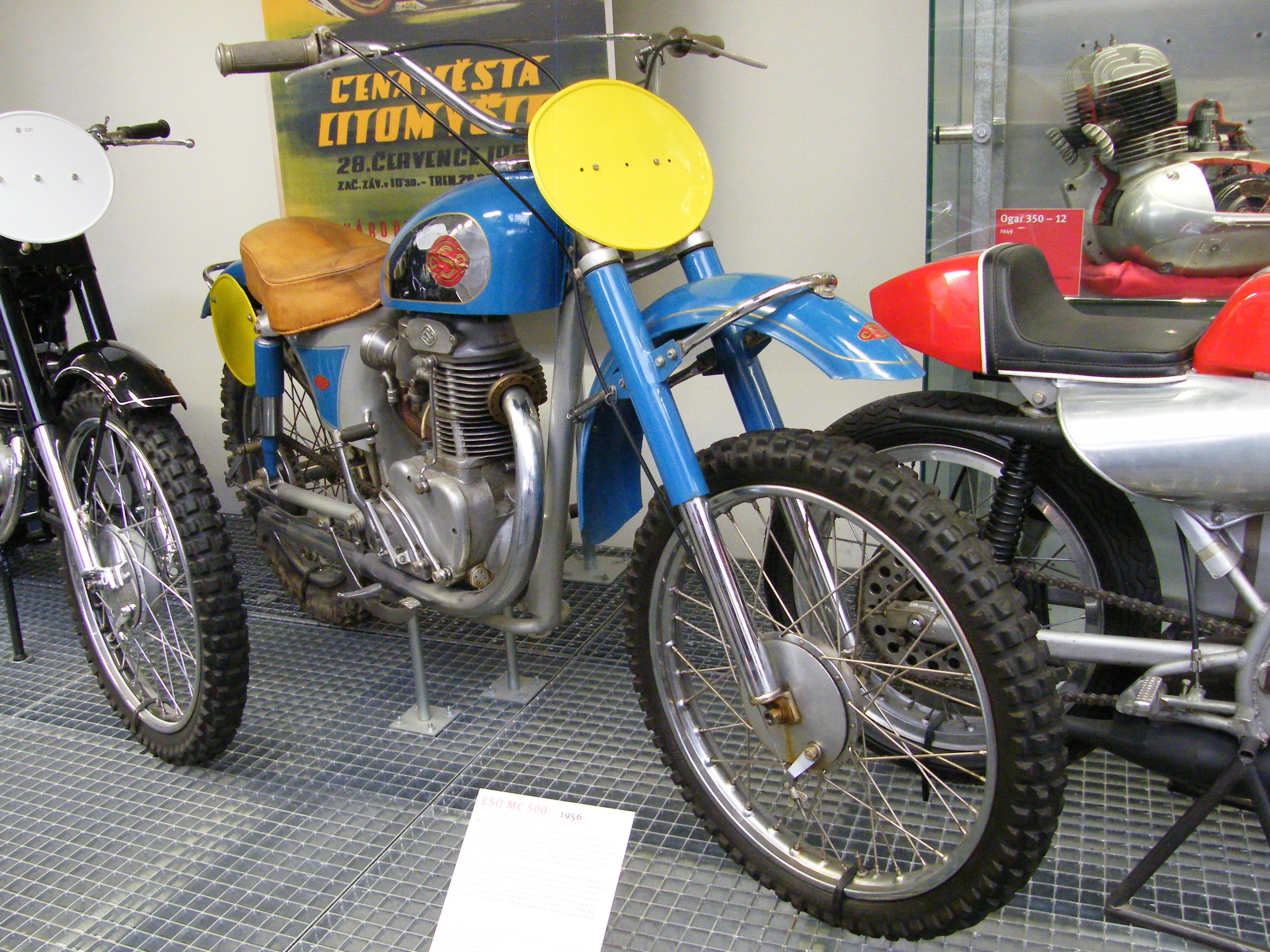
ESO MC 500 de 1956
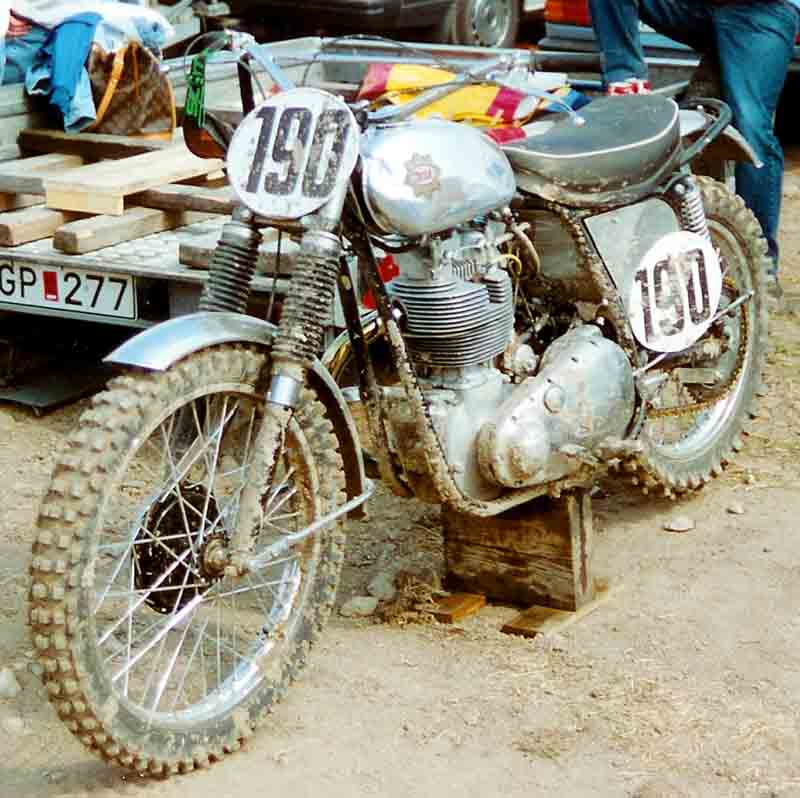
BSA 500 ca. 1962
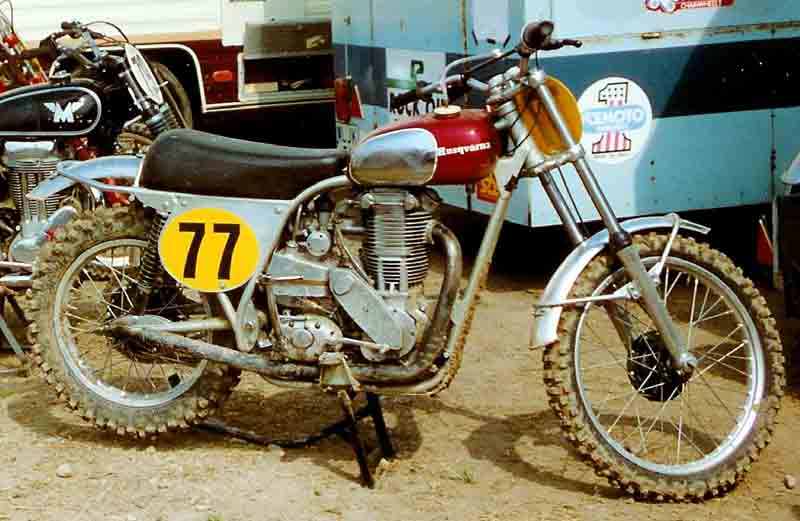
Husqvarna 500 4T ca. 1962
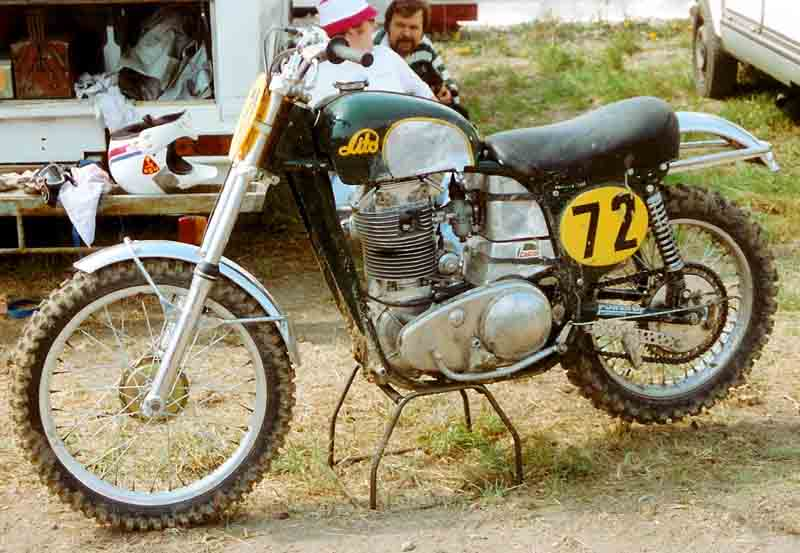
Lito 500 cc de 1962
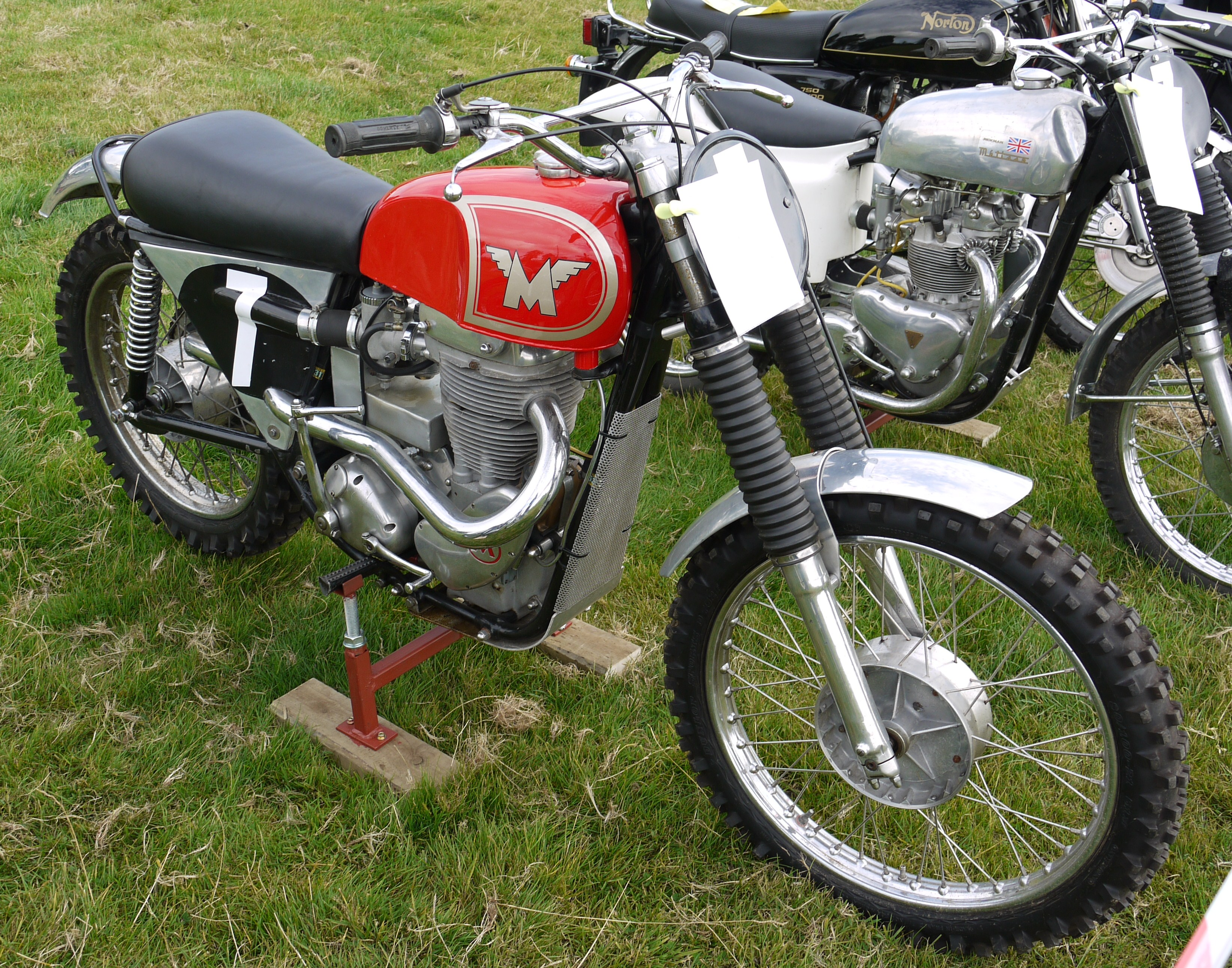
Matchless G85 CS de 1964
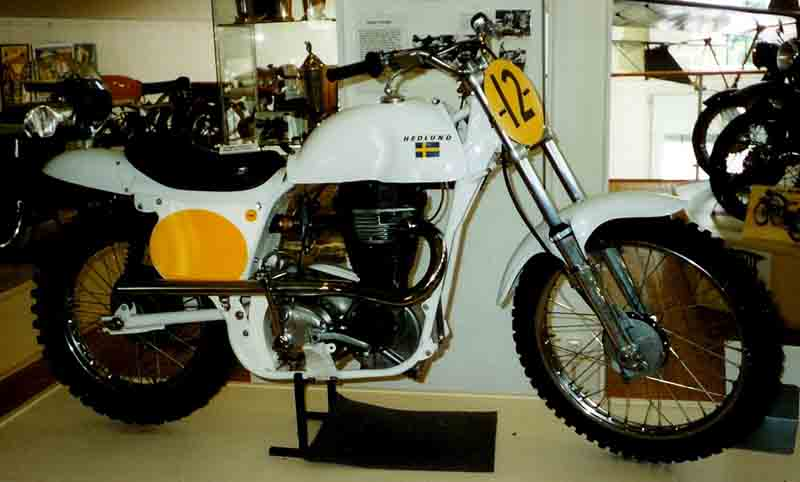
Hedlund 500 de 1965

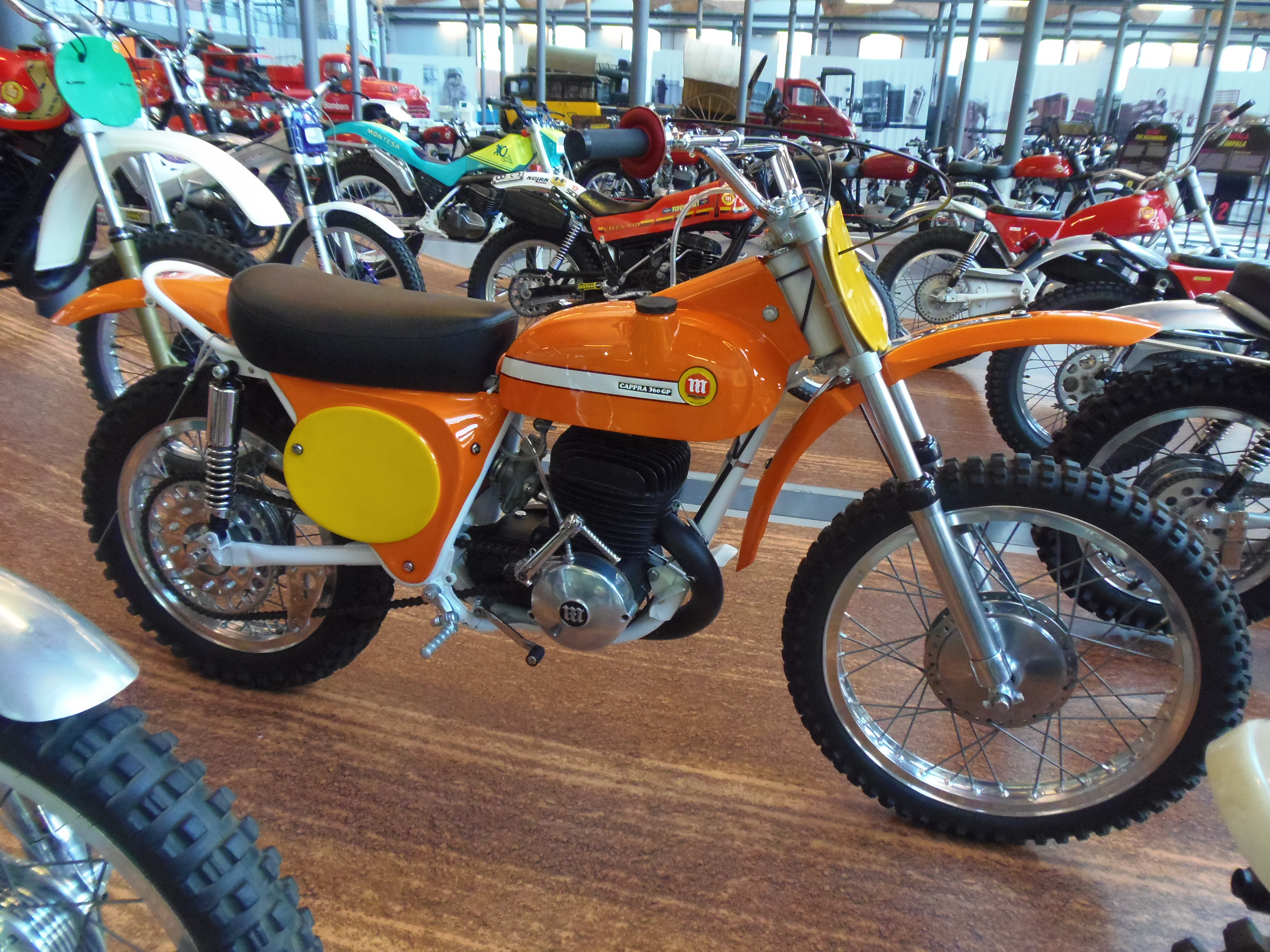
Montesa Cappra GP 360 de 1968
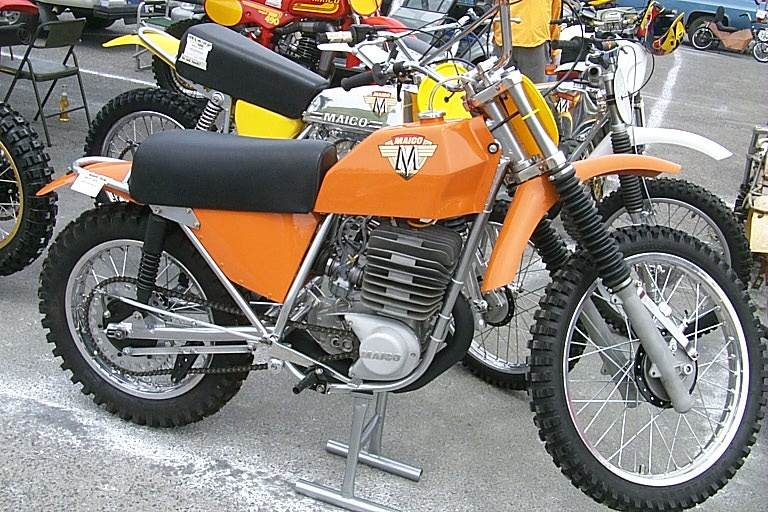
Maico MC 400 ca. 1972
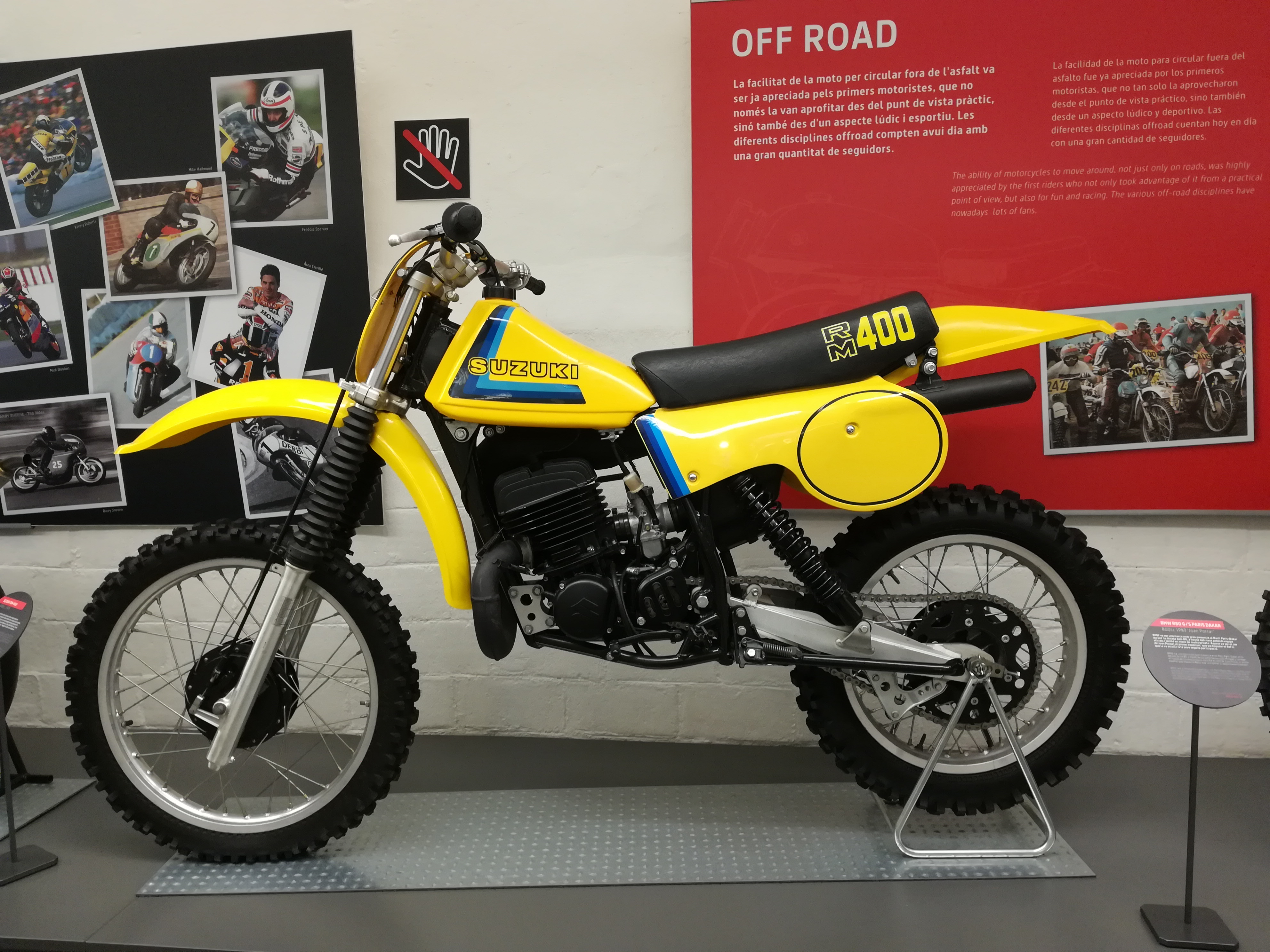
Suzuki RM 400 de 1979
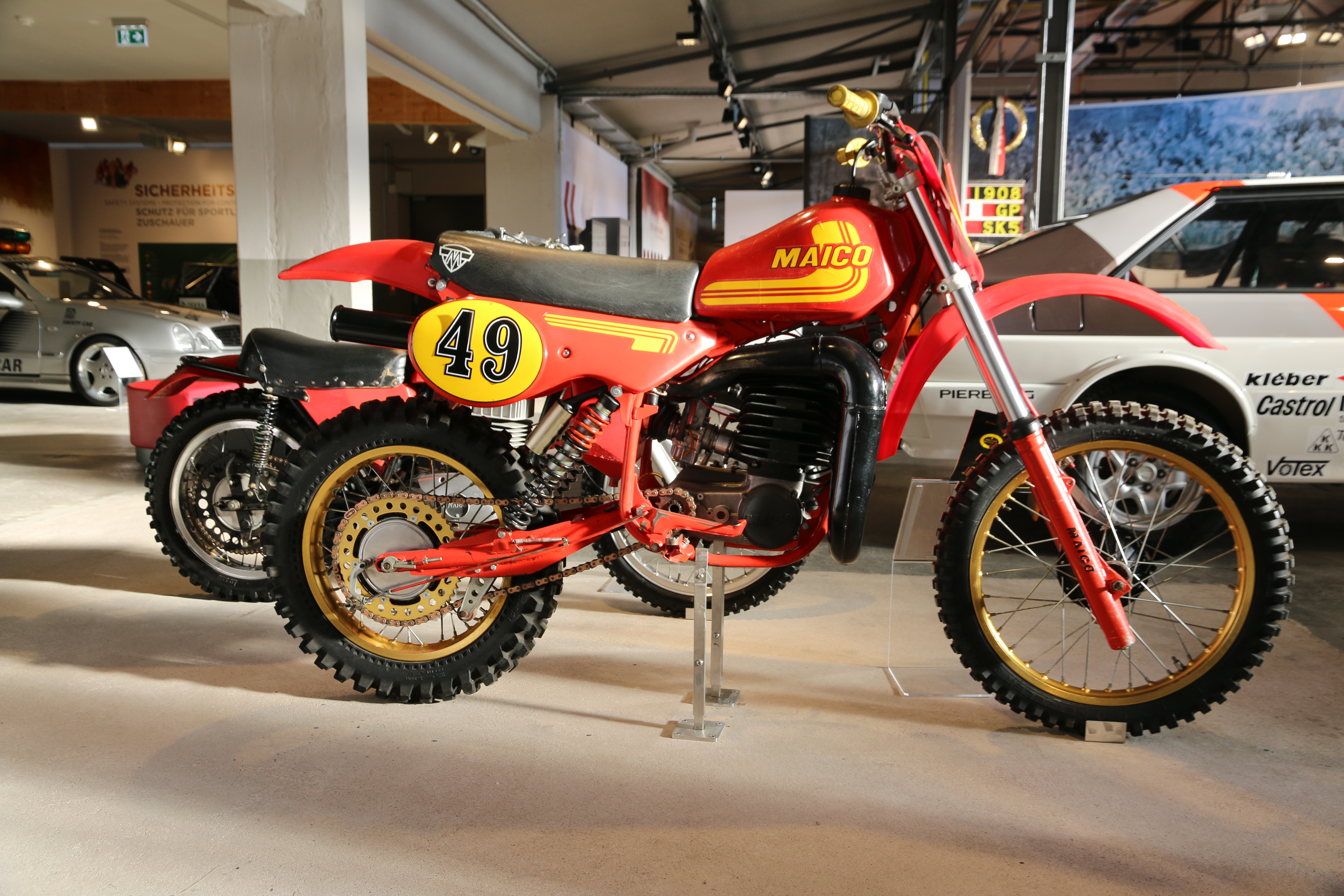
Maico MC 490 de 1981
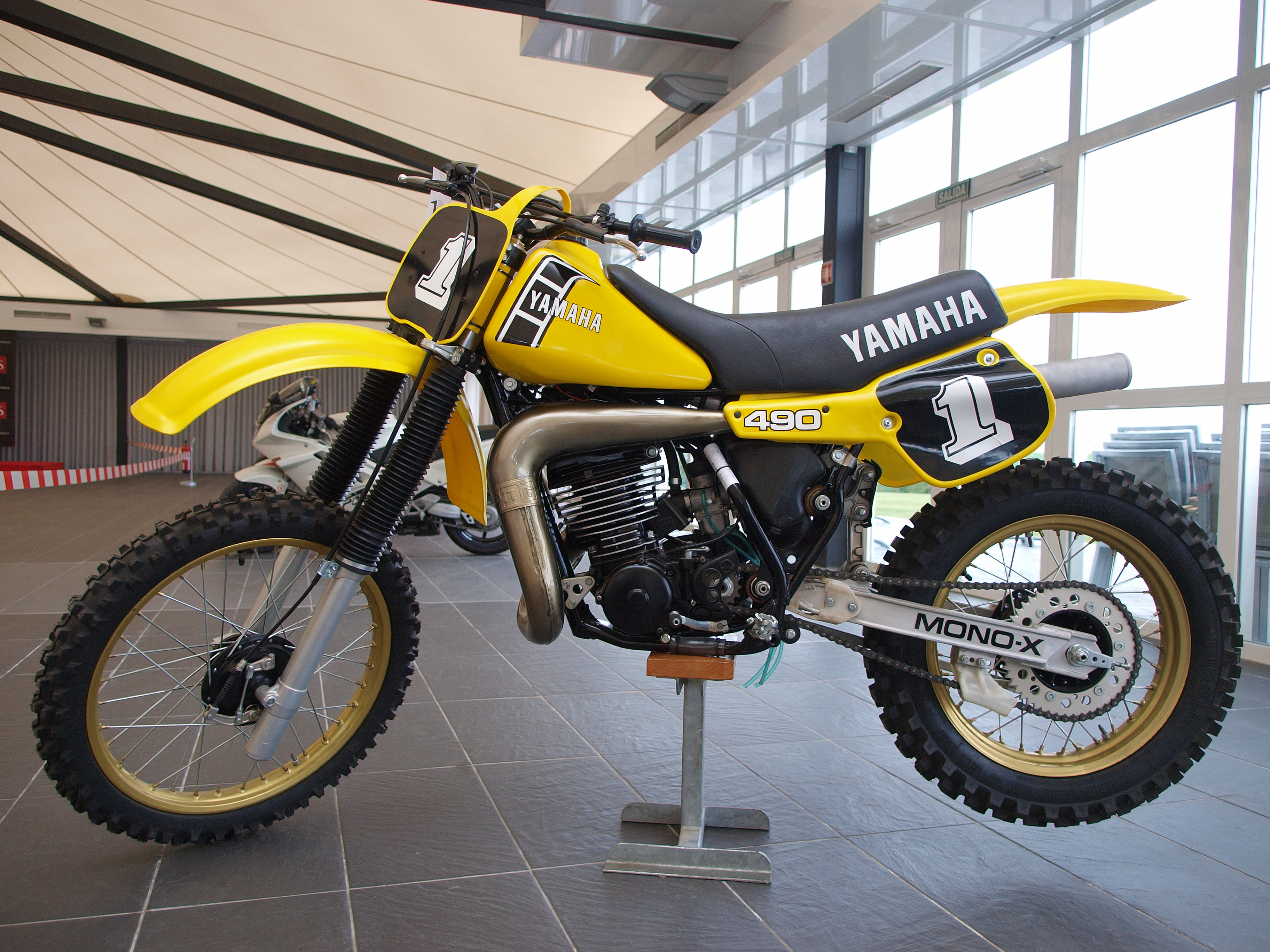
Yamaha YZ490 de 1982
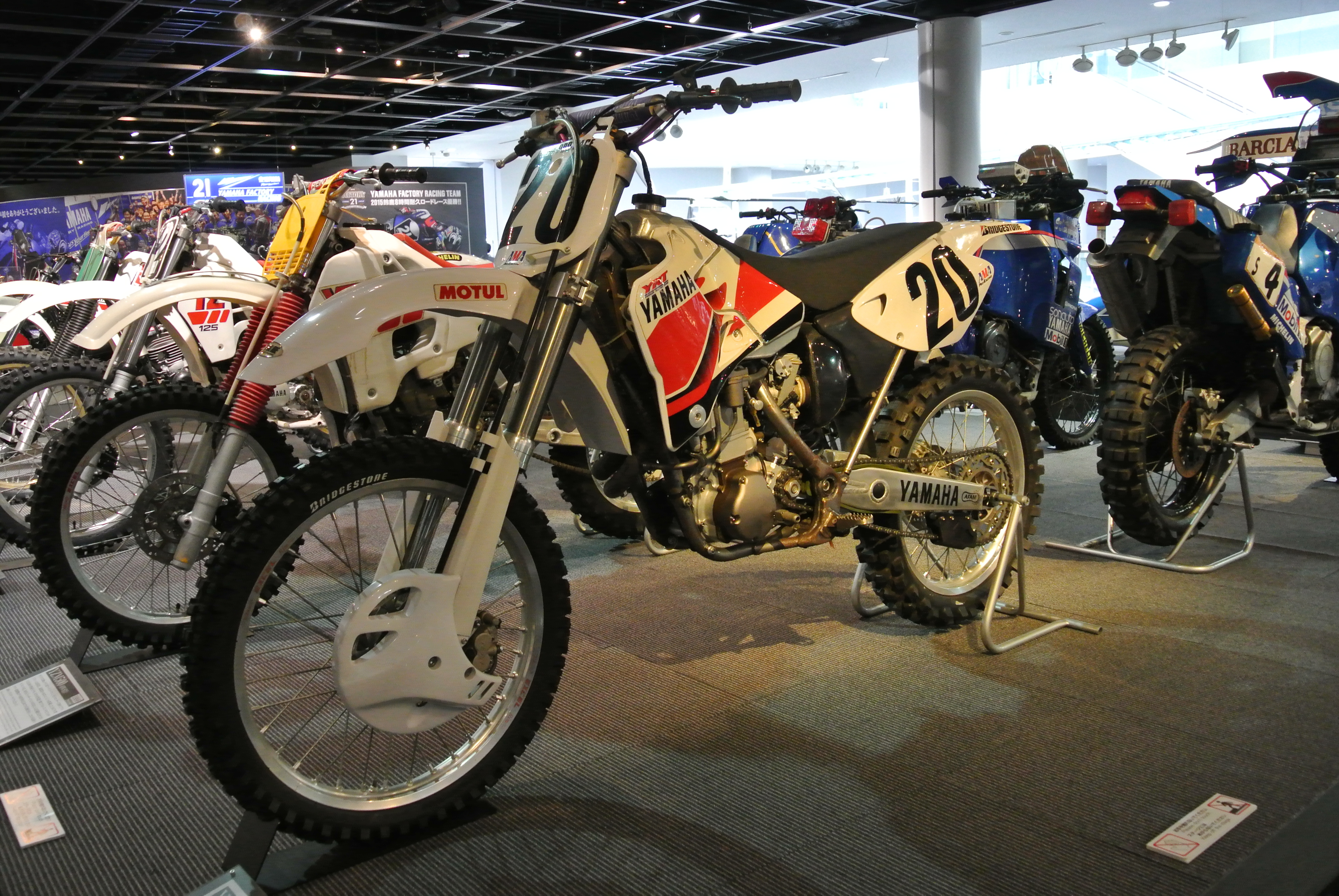
Yamaha YZM400F (OWH2) de 1997

## Grans Premis

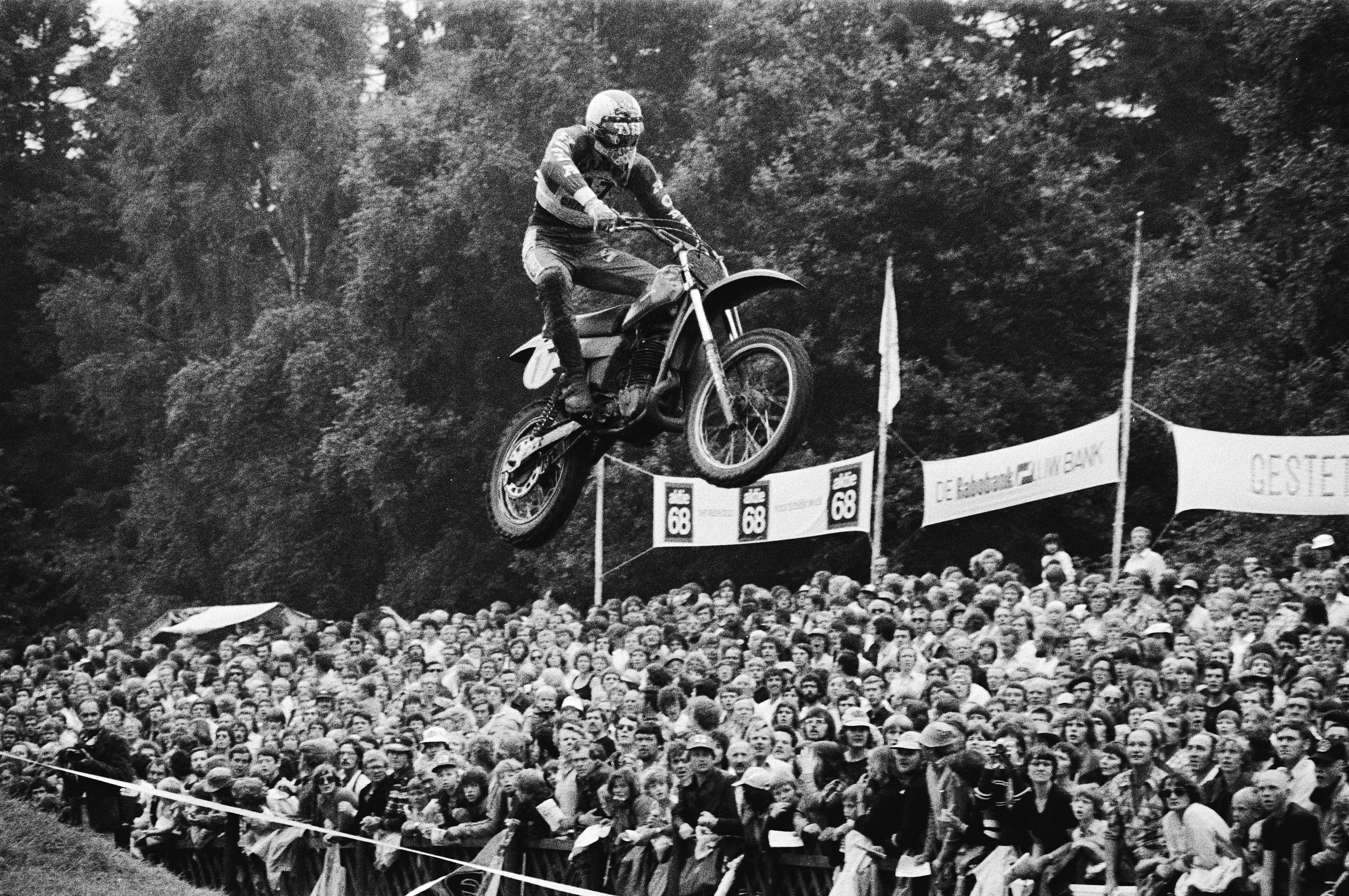
Graham Noyce al GP dels Països Baixos de 500cc de 1979

Els principals Grans Premis de motocròs de 500 cc varen ser aquests:
| - GP d'Alemanya (1959-2003) - GP de l'Alemanya Oriental (1963-1972) - GP d'Àustria (1958-2003) - GP de Bèlgica (1949-2003) - GP del Canadà (1975-1986) - GP dels Estats Units (1973-1992) | - GP de Finlàndia (1965-1999) - GP de França (1952-2003) - GP de Gran Bretanya (1952-2000) - GP d'Itàlia (1949-2003) - GP de Luxemburg (1952-2000) | - GP dels Països Baixos (1953-2003) - GP de Suècia (1952-2003) - GP de Suïssa (1953-2001) - GP de Txecoslovàquia (1961-1993) - GP de l'URSS (1963-1975) |

## Llista de campions
| Edició  | Any  | Campió           | Motocicleta |
| ------- | ---- | ---------------- | ----------- |
| I       | 1952 | Victor Leloup    | Saroléa     |
| II      | 1953 | Auguste Mingels  | FN          |
| III     | 1954 | Auguste Mingels  | FN          |
| IV      | 1955 | John Draper      | BSA         |
| V       | 1956 | Les Archer       | Norton      |
|         |      |                  |             |
| I       | 1957 | Bill Nilsson     | AJS         |
| II      | 1958 | René Baeten      | FN          |
| III     | 1959 | Sten Lundin      | Monark      |
| IV      | 1960 | Bill Nilsson     | Husqvarna   |
| V       | 1961 | Sten Lundin      | Lito        |
| VI      | 1962 | Rolf Tibblin     | Husqvarna   |
| VII     | 1963 | Rolf Tibblin     | Husqvarna   |
| VIII    | 1964 | Jeff Smith       | BSA         |
| IX      | 1965 | Jeff Smith       | BSA         |
| X       | 1966 | Paul Friedrichs  | ČZ          |
| XI      | 1967 | Paul Friedrichs  | ČZ          |
| XII     | 1968 | Paul Friedrichs  | ČZ          |
| XIII    | 1969 | Bengt Åberg      | Husqvarna   |
| XIV     | 1970 | Bengt Åberg      | Husqvarna   |
| XV      | 1971 | Roger De Coster  | Suzuki      |
| XVI     | 1972 | Roger De Coster  | Suzuki      |
| XVII    | 1973 | Roger De Coster  | Suzuki      |
| XVIII   | 1974 | Heikki Mikkola   | Husqvarna   |
| XIX     | 1975 | Roger De Coster  | Suzuki      |
| XX      | 1976 | Roger De Coster  | Suzuki      |
| XXI     | 1977 | Heikki Mikkola   | Yamaha      |
| XXII    | 1978 | Heikki Mikkola   | Yamaha      |
| XXIII   | 1979 | Graham Noyce     | Honda       |
| XXIV    | 1980 | André Malherbe   | Honda       |
| XXV     | 1981 | André Malherbe   | Honda       |
| XXVI    | 1982 | Brad Lackey      | Suzuki      |
| XXVII   | 1983 | Håkan Carlqvist  | Yamaha      |
| XXVIII  | 1984 | André Malherbe   | Honda       |
| XXIX    | 1985 | Dave Thorpe      | Honda       |
| XXX     | 1986 | Dave Thorpe      | Honda       |
| XXXI    | 1987 | Georges Jobé     | Honda       |
| XXXII   | 1988 | Eric Geboers     | Honda       |
| XXXIII  | 1989 | Dave Thorpe      | Honda       |
| XXXIV   | 1990 | Eric Geboers     | Honda       |
| XXXV    | 1991 | Georges Jobé     | Honda       |
| XXXVI   | 1992 | Georges Jobé     | Honda       |
| XXXVII  | 1993 | Jacky Martens    | Husqvarna   |
| XXXVIII | 1994 | Marcus Hansson   | Honda       |
| XXXIX   | 1995 | Joël Smets       | Husaberg    |
| XL      | 1996 | Shayne King      | KTM         |
| XLI     | 1997 | Joël Smets       | Husaberg    |
| XLII    | 1998 | Joël Smets       | Husaberg    |
| XLIII   | 1999 | Andrea Bartolini | Yamaha      |
| XLIV    | 2000 | Joël Smets       | KTM         |
| XLV     | 2001 | Stefan Everts    | Yamaha      |
| XLVI    | 2002 | Stefan Everts    | Yamaha      |
|         |      |                  |             |
| XLVII   | 2003 | Joël Smets       | KTM         |

## Estadístiques
S'han considerat tots els resultats compresos entre el 1952 i el 2003.
Comptant les 47 edicions del campionat del món i les 5 del Campionat d'Europa, s'arribaren a disputar 52 edicions del màxim nivell internacional de la classe de 500 cc. Dels 52 campions, només 15 van repetir el títol alguna vegada, essent els més reeixits els belgues Roger De Coster i Joël Smets, amb 5 títols mundials cadascun, seguits per cinc pilots amb tres títols cadascun: Paul Friedrichs, Heikki Mikkola, André Malherbe, Georges Jobé i Dave Thorpe. Pel que fa als països dels campions, com passa sovint a totes les categories del mundial, els més reeixits són Bèlgica, amb 25 títols, i Suècia, amb 10. Els segueix el Regne Unit amb un total de 8 títols mundials. Finalment, les marques de motocicleta amb més campionats aconseguits són les japoneses (entre Honda, Suzuki i Yamaha n'acumulen 25). Husqvarna, amb 7 campionats, és la marca europea més ben situada en aquest rànquing.

### Campions múltiples
| Pilot           | Títols |
| --------------- | ------ |
| Roger De Coster | 5      |
| Joël Smets      | 5      |
| Paul Friedrichs | 3      |
| Heikki Mikkola  | 3      |
| André Malherbe  | 3      |
| Georges Jobé    | 3      |
| Dave Thorpe     | 3      |
| Bill Nilsson    | 2      |
| Sten Lundin     | 2      |
| Rolf Tibblin    | 2      |
| Bengt Åberg     | 2      |
| Jeff Smith      | 2      |
| Auguste Mingels | 2      |
| Eric Geboers    | 2      |
| Stefan Everts   | 2      |

### Títols per nacionalitat
| País         | Total |
| ------------ | ----- |
| Bèlgica      | 25    |
| Suècia       | 10    |
| Regne Unit   | 8     |
| RDA          | 3     |
| Finlàndia    | 3     |
| Estats Units | 1     |
| Itàlia       | 1     |
| Nova Zelanda | 1     |
| Total        | 52    |

### Títols per marca
| Marca     | Títols |
| --------- | ------ |
| Honda     | 13     |
| Husqvarna | 7      |
| Yamaha    | 6      |
| Suzuki    | 6      |
| BSA       | 3      |
| KTM       | 3      |
| Husaberg  | 3      |
| FN        | 3      |
| ČZ        | 3      |
| Norton    | 1      |
| Saroléa   | 1      |
| Monark    | 1      |
| Lito      | 1      |
| AJS       | 1      |
| Total     | 52     |

1. ↑  S'ha comptabilitzat la marca de la motocicleta amb què el campió guanyà el títol aquell any.